# マギ (漫画)
『マギ』（英：Magi: The Labyrinth of Magic）は、大高忍による日本の少年漫画作品。『週刊少年サンデー』（小学館）2009年27号から2017年46号まで連載された。
『ヤングガンガン』（スクウェア・エニックス）から移籍してきた大高の移籍後初の作品。『千夜一夜物語』をモチーフにした冒険活劇で、登場人物の名前の一部も『千夜一夜物語』から採られている。話数カウントは「第○夜」。第59回（平成25年度）小学館漫画賞少年向け部門受賞。2020年5月時点で累計発行部数は2500万部を突破している。
スピンオフとして、『週刊少年サンデー』（小学館）2013年23号より、登場人物の一人・シンドバッドを主人公とした外伝『マギ シンドバッドの冒険（マギ シンドバッドのぼうけん）』があり、『裏サンデー』への移籍を経て2018年5月2日まで連載された。大高自身が原作を、漫画は大寺義史がそれぞれ担当している。さらにメディアミックスとして本編およびスピンオフのアニメ化がなされた（詳細は#アニメ）。

## あらすじ
迷宮編（1巻 - 2巻）
第7迷宮「アモン」の周囲に広がる町・チーシャンに住む若者アリババは、御者のアルバイトをしながら「アモン」を攻略し大富豪になることを夢見ていたが、あと一歩を踏み出せずにいた。そんなある日、彼は「ジンの金属器」を探して旅をしているという、謎の少年アラジンと出会う。彼の持つ笛に潜むウーゴくんの力を目の当たりにしたアリババは、アラジンに共同での迷宮攻略を持ち掛ける。
草原編（3巻）
アリババと共に「アモン」を攻略したアラジンだったが、「アモン」から送り出された彼が姿を現したのは遠い異国の地に広がる草原だった。そこに暮らす騎馬民族黄牙一族の集落に拾われた彼は、ルフを見ることが出来る老婆に出会う。そして同じ頃、黄牙一族と接触を試みようとする一団があった。
盗賊砦編（3巻 - 4巻）
アリババによって奴隷の身から解放された少女モルジアナは、故郷暗黒大陸に帰るためライラとサアサの所属する隊商と共にカタルゴ行きの船が出航する沿岸の国バルバッドを目指していた。しかしバルバッドへ向かう道の途中に盗賊が居座っているために隊商は道程の変更を余儀なくされ、バルバッドへの道は閉ざされてしまう。そこでモルジアナは単身、盗賊団を退治して本来の予定通りバルバッドへと向かうため、彼らの本拠地に乗り込む。
バルバッド編（4巻 - 8巻）
偶然の出来事から再会したアラジンとモルジアナは共に旅を続けてきた隊商と別れ、それぞれの目的のため2人でバルバッドを目指す。旅の途中、彼らは商売のためにバルバッドへ向かう途上で盗賊に着る物まで奪われ困窮しているという男シンに出会い、助けられた礼にと彼の宿泊するホテルへ案内される。そこで何気なくアリババのことを尋ねたアラジンは、「怪傑アリババ」と名乗る盗賊が一味を率いてバルバッドを荒らし回っているという話を聞く。
シンドリア編（8巻 - 13巻）
実はシンは七海の覇王シンドバッドだった。彼の治める国シンドリアに招かれたアラジン達3人は、世界を「堕転」させようとする組織アル・サーメンの話を聞く。来るべきアル・サーメンとの戦いに備えて修行を始め、着実に力をつけていくアラジン達。そこに皇子の留学のために、煌帝国の一団がシンドリアへとやってくる。その第四皇子練白龍は、かつてアラジンが命を救った女性の実弟であった。彼は己のある重大な目的を胸に秘め、シンドリアへとやってきたのだった。そんな折、アラジン達の師匠を務める八人将から修業の成果を聞いたシンドバッドは、実戦も兼ねて「シンドリアの近海に出現した迷宮をアル・サーメンの勢力に発見・攻略される前に攻略してほしい」という指令を3人に下した。アラジン・アリババ・モルジアナは同行を申し出た白龍と共に第61迷宮「ザガン」の攻略に向かう。
海賊討伐編（13巻 - 14巻）
見事「ザガン」を攻略したアラジン達。しかし、快挙の喜びも冷めやらぬ彼らの前に遂にアル・サーメンが立ちはだかる。同時期、シンドリアにはジュダルが現れ、シンドバッドへ敵対を宣言する。アル・サーメンの強力でおぞましい力の前に自分達の無力さを知ったアラジン達は、自分のすべきこと、目指すもののためにはこのままでいいのか、マギの言う「王」となるには何が必要なのかを考え始める。シンドリアでの滞在の間に起きた彼らの中での変化、そして国へ帰ることを迷い続けていた練紅玉の決意。彼らが選んだのは、道は違えど、己の目的のために新たな旅立ちへ出ることだった。アラジン・アリババ・モルジアナ・白龍の4人はそれぞれ別々の目的のためにシンドリアを離れる。目的地であるアクティア王国に向かう途中、海賊大聖母の襲撃を受け積み荷を奪われてしまう。さらに、アクティアの港町も襲撃を受け、子供達が連れ去られていた。子供達を救うため、「ザガン」攻略メンバーの4人は沖合にある大聖母の砦に乗り込む。
マグノシュタット編（14巻 - 20巻）
マグノシュタット学院とアル・サーメンの関係を探るためマグノシュタットに留学したアラジンは、1年間で実力を伸ばし優秀特待生になっていた。その中で、レーム帝国のマギシェヘラザードの部下である天才魔導士ティトスと出会う。そんなある日、ティトスとルームメイトのスフィントスと共に5等許可区の国民がマグノシュタットの地下で魔力を吸い上げられていることを知る。そのことを学長であるモガメットに抗議するも想いは通じず、さらにティトスの「死にたくない」という気持ちが原因でマグノシュタットとレーム帝国、そして煌帝国を交えた三つ巴の戦争が始まってしまう。また、この開戦時には第1夜から少なくとも2年以上の月日が流れている。
アルマトラン編（21巻 - 24巻）
2年ぶりにシンドリアに帰還したアラジン・アリババの下に練紅炎からの召喚状が届く。アリババは、モルジアナ・トト・オルバ達と共に故郷・バルバッドに向かうが、そこには過去の面影がなく煌帝国に占領されたバルバッドの姿があった。紅炎からの煌帝国への忠誠に困惑する中、世界の命運をかけたシンドリアと煌帝国の会談が始まる。緊迫した状況でアラジンは生まれ故郷であるアルマトランについて語り始める。
煌帝国編（25巻 - 29巻）
アルマトランで起きたことを話したアラジンは、再び「黒の神」が出現することを防ぐためにシンドリアと煌帝国、レームの三国に停戦協定を結ぶよう提案するが、会談の最中にジュダルが現れると同時に煌帝国の第三代皇帝にしてアル・サーメン首領である練玉艶が息子の白龍に謀殺されたという報告が入る。白龍は次に事実上玉艶に組していた紅炎を殺し煌帝国を取り戻そうと考え、彼が居城を置くバルバッドを攻めようとする。アラジンとアリババはバルバッドを守るため、そして白龍を取り戻すために彼と戦う決意をし煌帝国の帝都洛昌に向かうが、その戦いでアラジンはアリババを、白龍はジュダルを失ってしまう。その後、白龍率いる東軍と紅炎率いる西軍が第四代皇帝の座をかけ煌帝国が幾度も戦を繰り広げた華安平原を舞台に、煌帝国のみならず世界の命運を大きく変える皇位争奪戦争「華安平原の戦い」が始まろうとしていた。
最終章（29巻 - 37巻）
華南平原の戦いから3年が経った。暗黒大陸から帰還したアリババは大渓谷にあるユナンの家で目覚め、彼から「世界が平和になった」「世界経済が非常に発展した」 「シンドバッドがシンドリア国王を引退した」「アラジン達が失踪している」ことを聞かされる。世界のあまりの変容に驚きを隠せないまま、アリババは行方をくらましたアラジン達を捜索するため彼らが最後に目撃されたという煌帝国へと向かう。そこで新体制の打撃を受け衰退した煌帝国と第五代皇帝になった紅玉の姿を目にし、アリババも復興のために協力する。一方でアラジン達は練玉艶の体を乗っ取っていたアルバの手から逃れ鬼倭王国に滞在し、修行で身に付けた力でアルバを退けてアリババと再会する。しかし、シンドバッドが世界の仕組みを変えるため聖宮に乗り込んでウーゴくんから聖宮の番人の座を奪い、その力で世界中の全ての人間をルフに還す魔法を発動しようとし、シンドバッドのルフの書き換えから逃れたアラジン・アリババ・白龍・ジュダルはシンドバッドを止めるため聖宮で彼と対決する。

## 登場人物
ここでは主要人物のみ概要を記載する。
アラジン
声 - 石原夏織
本作の主人公。巨大なジン・ウーゴくんが宿る笛を持つ。創世の魔法使い「マギ」の一人。
アリババ・サルージャ
声 - 梶裕貴、田村睦心（幼少期）
本作のもう一人の主人公。元バルバッド第三王子。アラジンに導かれる形で第7迷宮「アモン」を攻略する。
モルジアナ
声 - 戸松遥
本作のヒロイン。狩猟民族・ファナリス出身。元は奴隷だったがアリババによって救われ、彼の眷族となる。
シンドバッド
声 - 小野大輔、高本めぐみ（幼少期）
シンドリア王国国王。七体のジンを携えた複数迷宮攻略者。
練白龍（れん はくりゅう）
声 - 小野賢章
煌帝国第四皇子。自国を取り戻すためシンドバッドに協力を要請し、その中で第61迷宮「ザガン」を攻略する。
練紅玉（れん こうぎょく）
声 - 花澤香菜
煌帝国第八皇女。ジン・ヴィネアの主である迷宮攻略者。シンドバッドに好意を寄せるが、相手が自分に興味を持っていないことも自覚している。
ジュダル
声 - 木村良平
煌帝国神官。アラジンと同じ「マギ」の一人。幼少期、アル・サーメンに連れ去られ練玉艶に育てられた。

## 用語

### ジン・金属器・迷宮関係
ジン
ジンの金属器に封印されている「魔神」とも呼ばれる神話に登場する精霊。迷宮の支配者としてその奥深くに眠っており、持ち主である迷宮攻略者の呼び出しに応じ強大な力を与える。
実体の無い存在のため、身体の大きさは自由に変えられる（額の第3の目と体色が青いのが共通）。自分達を作り出したソロモンの移し身であるマギに指図することは許されていないため、アラジンに必要以上のことを教えることは出来ない。また、契約する「王」を含めた人間に対してアルマトランに関する情報を与えることを禁じられている。
彼らは攻略者を見た瞬間にジンを使役するのに必要な器である人間の魔力の内容量が分かる。また、彼らは迷宮内で死ぬことはないとされ、迷宮のゴールである「宝物庫」から出ることはできず、八芳星が刻まれた石器に何者かが触れることで初めて出現する。
地上の「王」が使う純粋な「力」として、ソロモンによりルフから作り出された人工生命体（故に地上で実体化すべきではないとされる）。実体化するにはマギが持つのと同等の魔力を得なければならない。本来はルフに愛される魔法使いのみが作ることができるが、12年前にイスナーンとモガメットが協力し、黒ルフによって黒いジンを練成する技術を編み出した。
元々はアルマトランに存在していた72名の異種族の長達が、アル・サーメンとの最終決戦でウーゴくんとシバが神杖のシステムを元に製作した金属器の力とソロモンの魔法によって変化した存在。この影響でアルマトランの悲劇の記憶を有したまま悠久の命を得たことで、力が均質となる新世界に生まれる王の卵の力となってほしいとウーゴくんに要請され、金属器の守護神となった。
最終章にて聖宮と「迷宮の塔」が全て破壊されたことで、この世界から仕組みが消滅した。
モデルはゴエティアに登場するソロモン王の悪魔。
黒いジン
黒ルフから生み出される人工生命体。イスナーンによる情報提供の結果マグノシュタット学院で作り出された。個体差はあるが、基本的に鋭角的な黒い装甲を身につけた巨人の姿をしている。また、斬撃に耐性を持ち、細切れにでもしない限り再生してしまう。
アルマトランの黒いジン
通常の黒いジンよりもさらに悪意に満ちた存在。この世の白いルフを食らいつくそうとする意志を持つ。生成には莫大な量の黒ルフを生み出す魔力、そして「堕転」した人間の強力な意志が必要となる。頭部がなく、胴体に目があり全体的に丸みを帯びており、初めは不安定な形をしているが、錬成が続けられる内に筋肉質で精密な肉体を持ち始め、目も3つから5つになるなど変化する。特殊な攻撃はしないがとにかく大量に出現し、物理的に敵を殲滅する。その攻撃はマギの防壁魔法をもってしても完全に防ぎきれない。アルマトランではアル・サーメンによって大量に作り出され、ソロモンや眷族達と激しく戦った。作中ではモガメットによりマグノシュタットの魔力炉から生み出された。魔力炉の制御には相応の力が必要なようで、ユナンはモガメットを「マグノシュタットの魔力炉を司るほどの人物」と表現している。
金属器
迷宮攻略者が手に入れるジンが宿る道具。最強の魔法道具であり他の魔法道具とは次元の異なる強力な力を持つ。別名「ソロモンの金属器」。金属器の所持者は「金属器使い」とも呼ばれる。所持者はジンの持つ強大な力を行使することが可能だが、人間の持つ魔力の総量では限りがあるため、通常は魔装で扱う。どこかに八芳星が刻まれており、魔装中にその部分を破壊されると金属器による超常の力を使えなくなる。仮にマギの莫大な魔力で使用した場合は、ジンそのものの顕現が可能である。
普段は所持者が身に着けることで、次第に魔力が蓄積されるが、それを使い切ると無力になってしまう。ジンが巻き起こす能力と同質の現象を利用して一瞬だけ力を使うことができる（例えば、炎熱を司るアモンであれば炎を取り込む）が、外部の魔法から魔力を吸収し続けることは、「金属器使い」の身体に負担をかける。極大魔法をそれぞれにつき一つだけ発揮できる増幅装置の機能を持つ。
主と一体化して力を発揮するという特性上、金属器とする金属は主によく馴染んだものが好ましいとされる。また、あくまでジンは王についているのであって金属器が破損した場合でも時間はかかるが移し替えは可能である。別の金属器使いが持つ金属器の力をその者の命と引き換えにルフと同化することでジンごと手に入れることも出来、作中ではセレンディーネのジンだったゼパルがシンドバッドに移り変わっている。
金属器の登場により、いかにそれを手に入れ活用するかが戦争の要に変わっていたが、最終章では国際同盟の厳しい管理下に置かれており、金属器を所持したまま行方をくらました白龍・健彦・ネルヴァは「世界指名手配犯」として追われている一方、ネルヴァの反乱抑止の名目でレームのムーとイグナティウスは公に金属器を所持している。
原型となっているのは異種族の長達に配布するためにシバとウーゴくんによって開発された、神杖を元に特定の魔法式を込めて魔力を送ることで72の強力な魔法を引き出せる神器（魔法道具）である。そのためたった7つを束ねただけでも次元を歪めるほどの力を発揮する。
最終章にて聖宮と「迷宮の塔」が全て破壊されたことで、この世界から仕組みが消滅した。
魔装
金属器使いが金属器に宿るジンの力で体を薄く覆って自己と同化させることで、実体化したジンに近い力を得ること。ジンの使用法の本質。
武器化魔装
ジンに最も近い、核となる金属器から肉体（主に武器を持つ手）にかけて魔装すること。全身の魔装に比べて容易。金属器はジン本体が持つ武器そのものの姿になる。
半身魔装
金属器から体の片側半身までを魔装した状態。作中では白龍とバルバロッサがこの姿を披露している。全身魔装には及ばないものの、武器化魔装より遥かに強力な力を発揮できる。
全身魔装
魔装の最終段階。魔装した所持者の姿がより強くなり全身に広がるほどジン本来の姿に近くなり、体格や外見年齢なども変化する場合がある。アルマトランのジンの名残からか第3の目（の模様）が発現し、空中を自在に飛ぶことも可能となる。
極大魔法
全身魔装になることで使用できる防御不可能な巨大な魔法。金属器が最強の魔法道具と呼ばれる所以でもある。発動時には巨大な八芳星が現れる。自然現象を取り込むことで少ない魔力でも凄まじい威力を発揮する。
元は異種族でも魔法が使えるようにと個々に与えられた神杖に設定されていた単一の魔法式。理論上は数多の魔導士が同時に同系統の魔法を発動し、それを束ねることさえ出来るなら再現も不可能ではないが現実的ではない。
眷属器
金属器から力を分け与えられた魔法道具。名の通り、主の金属器と共闘する内にジンに認められた者「眷族」がその能力を得る。眷属器の所持者は「眷属器使い」とも呼ばれる。金属器と同じく、蓄えられた魔力には限りがあり、眷属器にする物は使用者に馴染んでいる物が望ましい。金属器とジンの恩恵による強力な力を持ち、一般にある魔法道具とは一線を画する魔力を持つが、眷属器使い本人が十分な魔力を保有していても主が金属器を遠くに離してしまうとその力を行使できなくなる。
「眷族同化」という眷族自身が「我が身を捧げる」ことで魔装に匹敵する力を得る奥の手が存在する。この技術は、かつてアルマトランでソロモンの72人の眷族達が使用した最終手段で、使用時には眷族の体が巨大化し各々の主たる精霊が持つ能力の一部を使うことができるようになるなど非常に強力である反面、一度果たすと二度と人間の姿には戻れなくなる、度重なる発動で同化が進行すると精神すら精霊と一体化していく危険性がある、肉体への負担が大きく急激に眷族化を進めると命を落としかねないといった様々なデメリットがある。
闇の金属器
アル・サーメンによって黒いルフを糧に作られた金属器。「ソロモンの金属器」と同様の全身魔装をすることができる他、使用者が自分の体を貫くことで自らを黒いジンへと変えることもできる。ジンの状態では黒いルフの供給があれば無限に再生することができるが、黒ルフがない所では理性を失っているが故に大威力の攻撃を繰り返して次第に弱体化していく。極大魔法の威力は「ソロモンの金属器」に劣る。モガメット達と共に創られたものであるため、内部にマグノシュタットで魔法道具を精製する際に刻まれる「魔力痕」が刻まれている。また、使用者は使用後に生き残っていたとしても後遺症によって次第に衰弱していき、最終的に肉体が干からびた黒炭のようになり死亡する（治療法はまだ見つかっていない）。同様に「闇の眷属器」も製造されている。
迷宮（ダンジョン）
およそ14年ほど前から世界各地に出現した古代王朝の遺跡群。内部には貴金属製品や宝石類など通常の財宝の他、魔法道具などが大量に眠っており、その頂点に立つのが「ジンの金属器」である。マギの能力で生み出される。
最奥部の宝物庫においてジンと契約を完了することで攻略とみなされ、また一度でも誰かが攻略すると消滅してしまう。一度入り口である「迷宮の聖門」を潜ると完全攻略するまでは外に出ることができない。既存の建造物の直上に迷宮が出現し利用を妨げられる場合もある。迷宮があった土地は攻略に伴う迷宮消滅後に更地へと変わる。攻略者の強さに応じて姿を変える。迷宮内部はルフの濃度が高いため、地上よりも少ない魔力でジン達が実体化することができる。
迷宮を攻略した人物のことを「迷宮攻略者」と呼ぶ。二箇所以上の迷宮を攻略したのは世界でもシンドバッド・練紅炎・練白龍・バルバロッサの4人のみで、彼らは「複数迷宮攻略者」とされるが、ジンの中にはそういった者を「浮気者」と言って嫌うものもいる。また、迷宮攻略者そのものがジンの主となるため、ジンから素質を認められた「王の器」の持ち主ということにもなる。
一定以上のジンと契約した複数攻略者とその眷属は聖門に弾かれるという現象が確認されている。シンドバッドは自身の経験から、力を得すぎた迷宮攻略者およびその眷族は「十分な力を得た」と判断されるために、迷宮に入ることが出来なくなるのではないかと推測していた。
元はアルマトランの異種族の各自治区において避難施設として地中に建造された地下都市を流用したものである。
第1迷宮「バアル」
14年前、ユナンの手によりレームとパルテビアとの国境線上に出現した迷宮。序盤の部屋は至る所に間欠泉が吹き出ており、唯一ある大扉を巨竜が守っている（実際はその扉はダミーであり、そばに地下に続く階段がある）。シンドバッドによって攻略された。生還者は彼とドラコーンの2人。総死者数約12000人。攻略で獲得した財宝はシンドバッドにより各地で売り払われた後、パルテビアで押収された。
第6迷宮「ブァレフォール」
イムチャックに出現した迷宮。内部は水場が多い作りになっている。シンドバッドによって攻略された。生還者は彼とジャーファルとドラコーンとヒナホホとヴィッテルとマハドの6人。攻略で獲得した財宝はシンドリア商会設立時の元手として活用された。
第7迷宮「アモン」
チーシャンに存在した迷宮。出現から10年以上攻略されていなかったが、アリババによって攻略された。生還者は彼とアラジンとモルジアナの3人。総死者数約10000人。攻略時に獲得した財宝はアリババの借金返済とチーシャンの奴隷解放のために使われた。
第14迷宮「レラージュ」
マグノシュタットの戦争から3年前、練紅覇によって攻略された。
第16迷宮「ゼパル」
エリオハプト王国内にある王家の墓の真上にジュダルが出現させた迷宮。セレンディーネによって攻略された。生還者は彼女とシンドバッドとジャーファルとマスルールとドラコーンとヒナホホとミストラスとサヘルとタミーラの9人。
第61迷宮「ザガン」
シンドリア南西沖のトラン族の島に現れた迷宮。約2年前に出現した。近づくだけで村人は引きずり込まれていた。実はそれらの村人はザガンに似せて作られた迷宮植物が魔法で木にし、魔力を吸い取って迷宮生物を生み出していた。「アモン」に比べ迷宮生物達には人間味があるが、迷宮植物の歌声で凶暴化する。練白龍によって攻略され消失、捕らわれの身となった人々も元の姿に戻され解放された。攻略により迷宮道具24点と約300万金貨相当の財宝が戦果として獲得された。
第68迷宮「ベリアル」
ジュダルが白龍のために出現させた迷宮。内部はベリアルの能力により個人が頭の片隅で考えている人・風景がそれぞれ映し出され、自分の信念に嘘をつき続ければ肉体が傷つき死に至る。練白龍によって攻略された。生還者は彼とジュダルの2人。

### 魔法関係
魔法
ルフに命令式を与え、それが生み出す魔力によって熱・氷・雷・重力など様々な現象を引き起こすことができる。どのような命令をルフに与えれば何が起こるかは見えない真理として定まっており、それらを解き明かし組み合わせる。魔力の総量が多い者ほど、良く複雑で難解な式を組み続けられるので、より高度な魔法を解くことが出来る。使用する際には体に負荷が掛かるため、肉体が弱いと無意識の内にリミッターが掛かって出力が低下するが、体を鍛えることでそのリミッターは解除されていく。
ルフの性質と同様に8つに分類されることから、西洋では「8属性」、東方では「八卦」と呼ばれる。マグノシュタット学院においては1から順に8角形の頂点に配置した時、自分の最も得意とする魔法の対角線上にある魔法が次に素質があるとされ、全ての種類の魔法をまんべんなく学ぶことで得意な魔法の出力も上昇する。同系統の魔法を複数名で同時に使用すると、魔法式が乗算されるためにその威力は増強される。
防壁魔法（ボルグ）
魔力で自分の周囲を覆い、外部からの悪意ある攻撃（殆どの物理攻撃とある程度の魔法攻撃）を防ぐ。魔法使いなら誰でも生まれつき素質が備わっている。基本的には球状だが、意識して形状を変化させられる。魔力量によって強度に個人差があり、強固なものは岩盤や鋼をも上回る強度を持ち、マギのものならば金属器や眷属器でなければ破壊できない。
透視魔法
血液などに宿るルフを介してその者が持つ記憶を写し出す魔法。
浮遊魔法
重力を操る7型魔法により空を飛ぶ魔法。ジュダル曰く「習得は難しくないが、ちょっとしたコツがいる」とのこと。大抵の魔導士は杖に乗って浮遊する場合が多い。
転送魔法
物体や人を別の場所に移動させる魔法。これは本来幻の魔法といわれるほど修得困難なものらしく、作中で最初にこれを使えていたのはヤムライハ・紅明のダンダリオン・シェヘラザードだけだったが、後にジュダルはモガメットの大量の黒ルフから知識を得たことで、アラジンはアルマトランの知識を得たことで使用を可能にした。
超律魔法
ごく希少な条件下でしか起こりえない天災をルフに命じて強制的に引き起こさせる魔法。「災厄」とされる。
堕転の魔法
他者のルフを強制的に黒く染め上げ「堕転」させるための魔法。8型の精神魔法に分類され、アル・サーメンの魔導士が使用する他、モガメットも同様の物を開発している。
魔法使い
道具を使わず、自分の魔力を別のものに変換できる人間。生まれつきルフと語らうことができ、ルフに特別な伝令を送り、様々な自然現象を引き起こすことができる。幾つかの階級に分かれており、頂点に「マギ」、次いで「魔導士」、そしてその下に「占い師」や「まじない師」などが存在する。
肉体が魔力を魔法に使うことに特化しているため常人よりやや脆弱。それをカバーするため、魔法使いであれば防壁魔法を使う能力が元々備わっている。攻撃力に関しては金属器使いには及ばないものの、様々な魔法を使い分けることで金属器使いや眷属器使いのサポートを行う。ジン自体が魔法使いのような存在である影響で、お互いの魔法が混線して何が起こるか分からず危険であるため、眷属器の使用はできない。ルフと同様個性があり、引かれ合うルフの種類により得意な魔法も変わる。
魔法を行使する際、多くの魔法使いは杖を媒体に使うが、これはある程度長さのあるものを使わないとルフに命令を贈る方向が分散してしまい、魔法が不安定になるためである。
魔法に関する知識が未成熟な国は数多く、現在もその能力を気味悪がられ迫害を受けている。
マギ
王となる者を選び、導く役目を持つ魔法使い。「創世の魔法使い」とも呼ばれる。その具体的な意味や役割は不明だが、黄牙民族にはかつての大黄牙帝国の建国に関わったマギの神話が語り継がれている。
歴史の節目に現れ、それぞれの時代に3人しか現れない。作中の時代のマギはジュダル・ユナン・シェヘラザードだけのはずだったが、それとは別にアルマトランのマギであるアラジンと練玉艶（アルバ）が存在している。
魔法使いの階級の一つであり、その頂点に君臨する存在。そのため下記の魔導士であるヤムライハはマギであるアラジンとの初対面の際、かなり敬意を払っていた。関係性は不明だが、アルマトランのマギも含め皆三つ編みの髪型が特徴。
普通の人間は自分の中のルフが生む一定量のエネルギーしか使えないが、マギは自分以外のルフを使役し、その魔力を体力が続く限りほぼ無限に使うことが可能。そのため、大量の魔力を必要とするので通常の人間にはできないジンの実体化も可能である。ルフの加護を受けているため、魔力弾は打ち消され効果がない。ただし、魔力こそ無限であるが体力は有限であるため強力な魔法を使えば確実に消耗していく。また、魔導士としての技量もマギであるからといって特別秀でているものではない。
王の選定者の能力として迷宮を出現させ、そこに王の器と見込んだ人間を導くことができると同時にすでに出現している迷宮を外部から消滅させることもできる。さらに、金属器の所有者を探知する能力も有する。「堕転」し逆流する運命を変える「奇跡」を起こすことが使命の一つであるが、ルフ同様ジュダルのように「堕転」したものは黒く染まっていく。
マギが死んだ場合そのルフは「大いなる流れ」ではなく聖宮に戻り、来たるべき時代に新たな命のマギとして生まれ変わるが、例外的に生前の意識を持ったまま生まれ変わることもあり、作中ではシェヘラザードが死んだ際にその分身であるティトスが新たなマギとして生まれ変わった。
アルマトランにおいては、ソロモンと共に「神」と接触したシバ・ウーゴくん・アルバ（玉艶）の3名を指し、ルフの分配で他の魔導士達が自分の中にあるわずかな魔力しか使えなくなった中、新世界のマギと同様自分のルフ以外の魔力を受け取る能力が残されていた。
最終章にて聖宮と「迷宮の塔」が全て破壊されたことで、この世界から仕組みが消滅した。
魔導士
魔法使いの階級の一つ。自分の体内の魔力の量が多く、様々な魔法が使える。マギからは一段階下の階級となる。逆に魔導士ではない者は「非魔導士（ゴイ）」と呼ばれる。
マグノシュタット学院の上級魔導士は研究の結果として、最も効率の良い命令式を最短で組み上げることができるため、一人で一個中隊に匹敵する力を有している。命令式の体系化により効率的に魔力を変換できるようになったのはここ一世紀の間のことであり、現在も多くの国では戦う力を持たない非力な存在と認識されている。特に騎馬と剣が戦の主流であった東方では呪術や奇跡として軽んじられてきたため、煌帝国を除けばその認識がかなり未熟だった。
1型魔導士
炎を操る1型のルフと特に引かれ合う魔導士で、自然現象を起こす際にルフが赤く輝くため「赤魔導士」ともいう。「熱魔法（ハルハール）」を得意とする。
2型魔導士
水を操る2型のルフと特に引かれ合う魔導士で、自然現象を起こす際にルフが青く輝くため「青魔導士」ともいう。「水魔法（シャラール）」を得意とする。
3型魔導士
光を操る3型のルフと特に引かれ合う魔導士。「光魔法（フラーシュ）」を得意とする。
4型魔導士
雷を操る4型のルフと特に引かれ合う魔導士で、自然現象を起こす際にルフが黄色く輝くため「黄魔導士」ともいう。「雷魔法（ラムズ）」を得意とする。
5型魔導士
風を操る5型のルフと特に引かれ合う魔導士で、自然現象を起こす際にルフが白く輝くため「白魔導士」ともいう。「風魔法（アスファル）」を得意とする。
6型魔導士
音を操る6型のルフと特に引かれ合う魔導士。｢音魔法(ハディール)｣を得意とする。
7型魔導士
力を操る7型のルフと特に引かれ合う魔導士。自然現象を起こす際、ルフは黒く輝く。物理法則そのものを操り物体や空間自体に働きかける「力魔法（ゾルフ）」を得意とする。
8型魔導士
命を操る8型のルフと特に引かれ合う魔導士。自然現象を起こす際、ルフは紫に輝く。肉体や精神といった生命全般に作用する魔法。
占い師 / まじない師
魔法使いとしては最下級に当たる存在。ルフを見ることはできるものの、体内の魔力量が少ないため大した魔法は使えない。
魔法道具
使用者の魔力を与えることにより様々な魔法を行使できる道具。眷属器とは違い、魔導士でも使用できる。
本来ならば迷宮内にしか存在しないはずだが、アル・サーメンからマグノシュタットに本物が提供され、その研究の結果近年魔導士によって人工的にも作り出されるようになった。そこで、黒い金属器も作られている。マグノシュタットでは高品質なものが大量生産され街の設備となっている他、非魔導士の兵士達の武器としても配備される。複雑な命令式を持つ大魔法ほど魔法道具にするのは困難となる。
最終章ではシンドバッドがダビデのルフから得た情報を元に魔法技術の革新が起こり、わずか3年の間にそれまで実用化されてきたものよりもはるかに進歩した魔法道具が開発され、奴隷制と兵役制の廃止によって不足した労働力の穴を埋めるように一般にも普及し、各国から浮いた軍事費を革新に突っ込んだ。
各個人が所有する魔法道具についてはマギの登場人物を参照。
八色魔選晶（はっしきませんしょう）
マグノシュタットにある魔導士を8種に分類するための綺麗な女性の石像のような形をした魔法道具。軽く魔力を込めることで石の中のルフ達がその魔導士のルフの個性に応じた自然現象を起こす。
愚々塔（グヌード）
詳細はアルマトランを参照。
魔法のじゅうたん
アラジンが所有する魔法のターバンと同種の魔法道具で、大きさにもよるが多数の人間を乗せて飛行できるというもの。
かつては迷宮産が主流で攻略者を有する国家の貴人が使うものだったが、最終章では技術革新により民間にも普及している。なお、個人用の「魔法のホウキ」も存在しているが最終章では時代遅れの産物となっている。
通信器（つうしんき）
シンドリア商会がマグノシュタットの高度な魔法技術で独占的に開発した魔法道具の一つで、遠方の人間と会話するための道具。手ほどの大きさの巻き貝の形をしており、9000里の距離までなら交信が可能。また音声だけでなく映像を送受信するタイプの物も開発されている。
飛空艇（ひくうてい）
シンドリア商会がマグノシュタットの高度な魔法技術で独占的に開発した魔法道具の一つで、高速で空を飛ぶ巨大な船。これにより輸送に革命が起こり、少々料金が嵩むが上流階級にとっては一般的な旅客輸送手段として浸透している。一方で船舶による海運は衰退し、最終章時点では貨物の輸送にしか用いられないようになっている。
八卦札（はっけふだ）
煌帝国の魔導研究施設で開発された魔法道具の一つ。魔法使いでなくても魔法の8属性を引き出すための札。後に製造法が公開されたことで、中小の商会の間で八卦札を利用した新たな発明品が次々開発されるようになった。
乾卦札（ケンけふだ）
肉体の腐敗を止める効果を持った紫の札。紅覇の従者達が身につけている他、レーム帝国での本土決戦において使用される予定だった死者の軍団にも使われていた。
離卦札（りけふだ）
素手で触ると誰でも炎魔法を発動できる赤い札。
転送魔法陣（てんそうまほうじん）
紅明のダンダリオンの金属器を基に研究された技術。建築資材や燃料、人員などを一気に現地へ飛ばし、煌帝国が占領下の国を煌帝国風の建築物に変えることができた要因でもあった。使用には起点と終点の基地となる魔法陣をそれぞれの場所に置く必要があるが、魔力を送るだけで魔導士でなくとも誰にでも転送ができる。後に八卦札同様技術が公にされた。

### その他
ルフ
人の肉体が土に還るように魂が還る所。世界の魂を繋ぐ「世界の血潮」。またルフが生み出す世界の「流れ」、生命があるがままに生き、前に進み続けることを示す「ルフの導き」が存在しており、それこそが「運命」と呼ばれる。ウーゴくん曰く「全ての生物が平等に共有するもの」で魂の記録媒体。
無数の白い小さな鳥の姿をしており、「堕転」する時に黒く染まる。引き起こす現象が個性によって異なり、その違いによりマグノシュタット学院では大きく8つに分類されている。本来なら魔法使いでなければその形を認識することはできないが、マギがルフを大量に集めた場合や迷宮内部のようにルフの濃度が高い場所では非魔導士であっても視認することが可能。
アルマトランにおいてウーゴくんが、研究から現実世界の上位に存在する見えない魂のある「精神世界」に「神」の力が注がれていると考えて、その魂の最小単位を魔法式で形成したことで発見された。名前もウーゴくんによって命名された（由来は800年前に天から舞い降りた「神」を鳥と同一視した種族が「生命の鳥」と呼んだことから）。「神」の元にあった頃は黒かったが、「神」から引き剥がされソロモンの意思を宿したことで白い輝きを放つようになった。ソロモンの意思から脱却、つまり「堕転」することで元の黒い姿へと戻る。
魔力（マゴイ）
ルフが生み出すエネルギーで、生命に至るまであらゆる自然現象を引き起こす。ヤンバラの民や東方の人々はこれを「気」と呼ぶ。
マクバラー（魔力切れ間近）
人間の場合で魔法道具などの過度の使用で大量に魔力を消耗して自力では回復できなくなり、非常に危険な状態になること。
魔力弾（マゴイだん）
魔力を集めてそのまま打ち出したもの。威力が低くせいぜい壁や床に小さな穴を開ける程度だが、相手を拘束する時に役立つ。
魔力操作（マゴイそうさ）
ヤンバラの民が得意とする、自らの体内の魔力を操作し相手の力を相殺する技術。魔法道具だけでなく魔装すら解除することができる。また、その一部を武器に宿して強化することや生物に直接使うことで相手を失神させることもできる。特殊な修行が必要であるため、使用できる者はそう多くない。自らの命を削るため、使いすぎると寿命が縮んでしまう。応用として、他人の魔力の流れを感知することでその怪我の状態などを診察することが可能（ただし、治療することはできない）。
運命
ヒトの倫理観などとは無関係に佇む、絶対的な存在。
堕転
「運命」に逆らい、進化を退化に、有を無にというように全てを陰なるものに逆流させること。その時、ルフやマギはその身を黒く染める。人間が自らの運命を恨んだ時にも起こる。人の心を絶望で染め上げることで人を強制的に「堕転」させる魔法も開発されている。
逆流する運命を変えるためには、闇を打ち晴らす「奇跡」が必要であり、それを起こすのがマギの使命でもある。「堕転」したまま死亡した者のルフは「大いなる流れ」へと戻ることはできず、怨念のままに彷徨うしかなくなる。
ソロモンの知恵
運命の逆流を超える「奇跡」の力。「ルフの意志を聞かせる力」「預言の力」ともされる。聖宮へ至るための鍵であり、他者のルフと語らい、さらに「大いなるルフの流れ」の源へアクセスしあらゆる人々のルフを呼び出すことができる。また銀行屋の台詞によればジンの錬成術などの知識も含まれているらしい。ただし、何らかの理由で大いなる流れに含まれていない記録（ソロモンが「神」から力を奪う前に死んだ者達の記憶など）についてはその内容を知ることができない。
聖宮の先にある「莫大な知識が集荷されている空間」において、アラジンが手に入れた。ルフを集めることで発動し、この時は額に八芳星が現れる。連続使用後は立っているのがやっとなほどに体力を消耗してしまう。なお、その本質である「全知」をアル・サーメンも手に入れようと画策している。全てのルフを制御する聖宮と接続してアルマトランの人々のルフから彼らが扱っていた魔法も知って使うことができるが、あまりにも膨大な情報が頭の中を流れるため一歩間違えば死ぬほどの負担になる。しかし、マグノシュタットで魔法の基礎を学んだことでアラジンはある程度情報を読み取ることに成功している。
鍵としての力で門を開き、自分を含む任意の者を聖宮へと送り込むことができる。しかしその方法はルフの世界に突入するため肉体からルフを引き剥がす、すなわち一度死ぬことと同義であり、なおかつルフが聖宮にいる間は門に魔力を送り続けなければならず、外的な要因で聖宮への門が閉じられてしまうと本当に死んでしまうというリスクを抱えている。
特異点（とくいてん）
「運命」を認識しその正しい流れを選び取る力を持った者の総称。アルマトランではダビデが、新世界ではシンドバッドが該当しているが、非常に希少な存在である。
黒の神（イル・イラー）
かつてアルマトランの悲劇を引き起こした全く別次元の高位な存在であり、アルマトランにおいては単に「神」と書いてイラーあるいはイル・イラーと呼んでいた。アル・サーメンからは「我らが父」と呼ばれる。手に触れたあらゆるものから白いルフを奪う力を持ち、これが現れた世界ではあらゆる生命のみならず光や音すらも死に絶えてしまうといわれる。
元々はアルマトランの創造主。自分が作った世界に直接干渉はしないが、アルマトランで最弱の種族であった人間に魔法を与え、「世界を一つにする」ことを説いた。原始竜によると神杖を通して魔力を人間に与えてきたことで徐々にその魔力が弱まってきており、次第に黒く染まり完全に力を失い抜け殻になった時、アルマトランを動かす動力がなくなってその寿命が尽きてしまうとのこと。そのような自殺行為に等しいことをする理由についてソロモンは「『神』は意思のない力の塊に過ぎず、それを最初に目を付けた者が『人間の崇高な使命』と勝手にこじつけた」と推測している。後にウーゴくんは研究でルフが存在する「精神世界」に「神」の力が注がれていることを発見した。
アルマトランを何かに進めるための「計画書（アジェンダ）」というものがあり、偶然に見える全ての事象が神のために決まっていたことである「運命」の元で起こっていた。しかし、自らの生き方で未来を変えられる可能性がある世界を作るために、ソロモンの手で自らを構成する殆どの黒いルフを引きはがされて異空間に封印される。その後、アル・サーメンの手で地上に降臨、ソロモンの防御魔法に守られた兵士と地下都市の避難民を除く地上の殆どの生命を奪い去るが、ソロモンの最後の力を以てアル・サーメン共々再び異空間に封印される。
そして、マグノシュタットの暗黒点にわずかに流れ込んでいた力を元にして不完全ながらも顕現。依り代の核となった強大な意志を持ち「堕転」した人物の影響が濃く出ており、作中ではモガメットの肉体に頭部に当たる部分から無数の細い腕が生えた不気味な姿をしている。その掌からは暗黒点が使うものと同じ「防壁」を張ることができ、周囲から奪ったルフを糧に成長を続ける。そのため手に触れられた生物は死亡し、海水や溶岩といったものからもルフを奪うことができる。魔装していれば触れられただけで死ぬことはないが、触れた場所の皮膚ごと魔装を剥ぎ取られてしまう。煌帝国軍・七海連合・レーム帝国軍の金属器使い総勢13名が協力して迎撃にあたり、ソロモンの知恵を使ったアラジンが依り代の核であるモガメットと対話し、モガメットが黒ルフと共に消滅することを選んだため依り代も共に崩壊、この世界から完全に接触を断ち切られた。
原始竜曰く「『黒の神』には元々複雑な自我は無く、下位世界の生命を『運命』によって営ませ、それを養分に成長するという生態の巨大な力の集合体」であり、下位世界の生命は神の意思を理解することすらできない。しかし、アルマトランでソロモンとの戦いで死んだダビデの人格に取り憑かれ、新世界の星に降り立ちたいという意志を持つようになる。半分「堕転」していたシンドバッドの黒ルフと世界会談の直後に共鳴したことで完全にこの世界と繋がり、以降はダビデの意のままに都合のいい世界を作り変えられると推測している。
ソロモンの意思が上書きされる前に死亡した者達のルフは、「神」の内部に閉じ込められたまま異次元に封印されている。ここはルフも魔力も存在しない世界で、人の形に見えるのも単なる幻にすぎず何もすることがないために感情がだんだん希薄になっていくらしく、ただ生前の記憶を再生し続けるだけの無為な時間を過ごしている。脱出方法は基本的に存在しないが、マグノシュタットの戦争で新世界と次元が繋がった際にダビデは外に出ている。この時に新世界からルフが宿った石ころなどが入り込んできたため限定的だが魔法行使が可能になっており、これを利用した大魔法でアリババは次元を飛び越えることができた。
なお、別の世界には「黒の神」と同じ習性を持つまた別の「神」が存在しており、基本的に神の側から箱庭たる下位世界を見ることはできてもその逆は不可能であるとされる。しかしウーゴくんは研究の末に神の多重構造を入れ替える術を発見している。
暗黒点（あんこくてん）
「依り代」ともいわれる大量の魔力と黒いルフを糧に作られる世界の穴で、アル・サーメンが世界を無秩序なものに変えるために必要としている力。巨大かつ漆黒の球体。「黒の神」をこの世界に引き下ろすための「力点」となる。「生き物」ともいえる存在であり、魔法を操ってマギの防壁魔法の数十倍の強度を持つ「防壁」を自衛のために張る力や黒いジンを10000体近く生み出し続ける力を持つ。
レーム帝国とマグノシュタットの間で戦争が勃発した際に、モガメットがマグノシュタット学院上空に召喚してしまう。練紅炎とアリババの手で破壊されたが不完全な「黒の神」を呼び寄せる。「黒の神」消滅後、そこに蓄えられていた膨大な黒いルフはジュダルが手中に収めた。
外伝ではセレンディーネが暗黒点になり、旧シンドリア王国での戦死者のルフを用いてダビデをシンドバッドに憑依させた。
王宮剣術
王族の教育として仕込まれる剣術で、国ごとに特色が異なる。バルバッド地方のものは片手剣を半身に構えるスタイルで、エリオハプトのものは反りの入った長剣を使う蛇行の剣である。
謝肉宴（マハラガーン）
イムチャック及びシンドリア王国で行われる祭り。イムチャックにおいてはアバレイッカクを打ち取り一人前の戦士となった者を祝福する行事で、シンドリアでは南海生物の撃退を八人将がパフォーマンス化することで国民達の恐怖心を和らげ、国外からの客人を楽しませている。
シンドバッドの冒険書
作者はシンドバッド。アリババが迷宮攻略の際に参考にした。巻を追うごとに脚色が酷くなり、八人将の活躍を描いた「その22」ではジャーファルが7本の角を生やして火を吹き、マスルールは巨大化している。
元はレーム帝国での劇場公演で財を成したシンドバッドがラシッドの勧めで書き始めたものであり、外伝では旧シンドリア王国民には世界に先駆けて最新号が読める特権があった。

### 地理・国家
物語の舞台となる世界では、人間がただ一種の知的生命体として存在しており、ごく一部の例外を除くほぼ全ての人間は共通の言語を使用している。元々は知的生命体のいない豊かな惑星だったが、アルマトランと呼ばれる異世界の住民が時空のトンネルを利用して移住してきたことで生まれた、ソロモンのルフに満たされる新世界である。アルマトランでは異種族と呼ばれる様々な種類の知的生命体が存在していたが、異世界では個々人の差が小さくなったことで人間の姿に変化し今では人種の違い程度しか存在していない。指導者を失って滅んだアルマトランを教訓に「王」と「マギ」のシステムが残されている。
これらの世界の他にも多くの並行世界が縦に重なるような階層構造で存在しており、上位世界の「神」が定めた「運命」の筋書き通りに下位世界は営まれている。次元の間に存在する縦の壁を破壊するためには神一体分にも相当する莫大な魔力が必要で、ソロモンでさえも「黒の神」から奪い取った魔力を全て使うことでようやく一階層分の次元にしか干渉できなかった。また、ソロモンの意思のある「大いなる流れ」、「堕転」した者達が行く世界、アル・サーメンが封印されている次元、異次元に封印された「黒の神」の中に閉じ込められている者達の4つの「死後の世界」が新世界に関してバラバラに存在している。
最終章では七海連合が世界の覇権を握ったことで国際同盟が置かれ、「奴隷制度の廃止」「兵役制の廃止」「国家間の移住の自由」「世界統一貨幣の制定」という4つの法律を作り宣布されたことによって、王侯貴族の影響力が低下、平和で豊かだが同時に商業での熾烈な競争がある厳しい世界となった。
最終章終盤で「聖宮」と「迷宮の塔」が完全に消滅したことで、世界からは「ジン」「金属器」「マギシステム」が消滅。さらに、世界中の地形がめちゃくちゃに変化してどこが国境なのかも分からない状態になったが、大峡谷も消えて暗黒大陸との行き来が可能になった。
ウータン
アラジンがライラ達と出会ったオアシス都市。
チーシャン
「中央砂漠」に存在するオアシス都市。第7迷宮「アモン」の出現以降、その攻略を目指す冒険者が集まり発展した。領主のジャミルが迷宮内で死亡したため、領主の交代が行われた。
デリンマー
バルバッドとチーシャンの間に位置するオアシス都市。バルバッドの政情不安並びに採掘砦の盗賊団の影響で、市場は閑散とするようになってしまい奴隷商人がのさばることとなった。
バルバッド
東南にある海洋国家。中央砂漠南方の半島南端に位置する。本土は街ほどの大きさだが、数百に及ぶ島々を支配し、各地方との交易の中心地として栄えている。大陸と海、各地の人種・文化が融合した独特の雰囲気を持っている。サルージャ王家が代々治めており、王はラシッド→アブマド（後にアリババによって王政は廃止された）。
煌帝国の圧力や組織の暗躍によって国力が衰退、王侯貴族が豊かな暮らしを続ける中、貧困層は重税で苦しむこととなっていた。アリババによる無血革命がなされ23代続いた王政に終止符が打たれたが、アルサーメンの関与により革命直後にクーデターが発生してしまう。内乱鎮圧後は煌帝国の傘下で共和国として自治を行っているとされるが、実際は政府より上の煌帝国の総督府に自治権を奪われ全てを煌帝国に管理されるがままの状態である。
王政時代は存在していなかった奴隷制度が共和国になってから採用され、元々のバルバッド国民は基本的に単純労働にしか就労できず、人の上に立つ人間は全て煌帝国の国民である。階級により服装が厳しく定められており、バルバッド国民は全員が緑色、北方の異民族出身の奴隷は茶色、高貴とされる白は煌帝国の人間しか着ることが許されない。
最終章の2年前に起きた独立運動の際に帝国の支配下から脱する。その後は共和制を敷いて市民の中から国の代表を選出し、政策は市民に開かれた形で合議制で決めるという方針を取っている。
バルバッド城
王族達が住んでいる城。煌帝国の傘下に入った後は煌帝国と同じような建築になっている。
スラム
アリババが王宮入りする前に母・アニスやカシムと共に暮らしていた場所。一度は隔離政策により一掃されたが、数年の時を経て再び形成された。共和国となった後はその面影は残っていない。
シンドリア王国
シンドバッドが作った国家。南海の島国で「未開」と呼ばれる極南地帯にある。かつて、人を寄せつけない絶海の孤島をシンドバッドが開拓し、国を興した。「迷宮攻略伝説」の末に作り上げられた「夢の都」として広く知れ渡っている。王はシンドバッド→ドラコーン。
北大陸には見られない地形・気候・動植物と共に人々は暮らし、国は貿易と観光で栄えている。身につけている服や装飾品、髪や肌の色も異なった人々が対立も無く、支えあって暮らしている多民族国家であり、アラジンは「小さい島だが大きな国」だと称している。朝と夕方には中央市（バザール）が開き、地元民と旅人達が様々な商売をするために集まり大勢の人々で大変に賑わう。森には南海の変わった動植物であふれかえっており、モルジアナがマスルールとの修行でこの場所を使っている他、果樹園では南海の珍しい果物が特産になっている。
国の海域には超巨大な南海生物が生息しており、年に数度は島を襲ってくるが、シンドバッドの配下の八人将が撃退し、それをパフォーマンス化して国民の不安を緩和している。仕留めた南海生物は国中で食べ、その収穫祭を「謝肉宴」という。
シンドバッドとヤムライハによって作り上げられた敵を判別し侵入を拒む「防御結界」と、敵の居場所を追跡し50里以内ならそこへ瞬間移動できる「転送魔法陣」で守られている。
なお、現在のシンドリア王国はシンドバッドが二度目に建国した国家で、最初のシンドリア王国はパルテビアとの戦争で多大な被害を受け滅ぼされている。
シンドリア王宮
シンドリアの一番奥に位置する王宮。日時計として2時間ごとに鳴らされる大鐘の他、内部には以下の施設がある。
紫獅塔（シシトウ）
シンドバッドやそれに親しい官達の私的住居空間。出入りできる者は限られている。
赤蟹塔（セッカイトウ）
軍事設備が集まり、武器具・軍事訓練場・兵舎などがある。
銀蠍塔（ギンカツトウ）
国軍兵士の他に食客達も利用できる武術の鍛錬場。
黒秤塔（コクショウトウ）
知識交流の場で図書館や学校がある。
緑射塔（リョクシャトウ）
食客達の住居施設。
白羊塔（ハクヨウトウ）
文官達が執務を執り行う国政の場。一階の大広間ではシンドバッドとの謁見や彼と官達の毎朝の衆議が行われる。
市街地
民家や商店が立ち並んでいる。人口が増える度に家の上に家を重ねるようにして増築していったため、箱型の狭い建物が密集した複雑な街並みになっている。
国営商館
島外からやってきた人々をもてなすための特別な区画で、夜でもずっと賑やかな場所。豪華な宿・酒場や大規模な賭場・劇場・闘技場などの娯楽施設がある。
煌帝国（こうていこく）
極東を制し、急に拡大している軍事国家。帝政時代の中国風の国。少し前までは極東の小国に過ぎず名前も「煌国」だったが、ジュダルの力を借り吾国や凱国といった大国と渡り合って数年で広大な「中原」を平定し、号も「煌帝国」に改められた。5名（後に6名）もの迷宮攻略者を抱え、北方及び西方々の周辺小国に攻略者を送り込み、侵略している。後に白龍によって七海連合に加盟する。練家が治めており、皇帝は白徳→紅徳→玉艶→白龍→紅玉。
最近では迷宮怪物軍団もできている。通貨は「煌（ファン）」。侵略した国家を「煌帝国そのもの」にするという政策をとっているため、属国は皆一様に煌帝国風の建築物や服装が見られるようになる。食料・仕事は配給制。侵略国家であるためか他国とは倫理観も異なっており、兵士の死体で作った軍を運用するという作戦についても、「死体を弄ぶ」という意識はなく「この上ない名誉」だと考える者が多い。極東の国々が奪い合った肥沃な土地を手中に置いているため、農業生産力についても優れている。
第二代皇帝の紅徳の死後、玉艶が大陸の平定までの臨時という名目で第三代皇帝の座に就くが、白龍によって玉艶は謀殺され彼が率いる東軍と紅炎率いる西軍による次の皇帝の座を巡った内戦が始まってしまう。当初は西軍がその圧倒的な兵力差から東軍を追い詰めていくが、白龍の要請を受けた七海連合が介入、西軍は黄海から攻め込む鬼倭王国軍と天山山脈を越えたササン騎士団に包囲されたことによって戦況が一変し、「首謀者以外は反逆罪に問われない」という条件を受けた紅炎が自ら降伏して東軍の勝利という形で終結した。紅炎をはじめとする皇子達は流刑の身となり、白龍は第四代皇帝になった。
最終章では奴隷制と兵役制が廃止されたことで失業者が続出し、知識を持っていたのも上流階級に限られていたせいで国内から画期的な商会が出現することもなく、紅炎の元で文化の画一化をした影響で目玉となるような観光資源も存在せず、さらには国家間の移住が自由化されたことで才能のある人材が国外へ流失したことにより急激に過疎化が進行、王政末期のバルバッドのような有様にまで衰退してしまった。軍を持てなくなった影響で治安も悪化し、それどころか元軍人の一部が飛空艇を襲撃する空賊となるなどの事態になっており、領内で起きた独立紛争を国際同盟によって終結させられ、白龍はその責任を取って皇帝職を辞退した。西方の国家群が中心となる世界では国土が僻地といわざるを得ない土地で天山高原越えの陸路はリスクが高い上、海運の中心となりうるバルバッドの独立を許してしまったこともあり立地の悪さが祟って製造物の輸出業も上手くいっていなかった。その後は紅玉が第五代皇帝の座に就いているが、試行錯誤して様々な政策を出しては空回りしており、国を立て直すための借金も返せないことでいずれ国際同盟に飲み込まれるとされていたが、復活したアリババがシンドバッドと交渉したことで「借金返済期限の1年延期」「利息の凍結」「紅明の流刑撤廃」が為され、失業していた元帝国軍人達を「商会の従業員」という形で再雇用、魔導研究施設で開発された魔法道具を利用する農業大国として兵農一体政策を進めることとなる。その後の国際同盟の定例理事会で紅玉自ら離脱を表明した。
洛昌（らくしょう）
煌帝国の帝都。アリババ曰くバルバッドよりも立派な街だが、最終章では街並み事態は変わってないものの人の往来が遥かに減っている。
禁城（きんじょう）
皇族達が住んでいる城。
魔導研究施設
洛昌はずれの山岳地帯の地下をくりぬいて作られた、紅明が迷宮時代到来以前に設立した「気」の研究施設を前身とする魔法と迷宮の研究所。「遠隔透視魔法」「迷宮生物」「眷族同化」「八卦札」などについての研究が行われており、紅明が流刑に処されてからも国際同盟に存在を隠匿したまま白龍の命で維持され続けていた。侵略国家の研究施設ということもあってかなり危険性の高い研究内容も数多く行われている。
華安平原（かなんへいげん）
中原随一の大平原で、極東の地と西の世界を隔てる土と砂の大海原。かつての煌国が吾国・凱国を相手に幾度も戦を繰り広げ、「華安を制する者は天華を制す」とも言われている。洛昌に繋がる唯一の道である「華安渓谷」がある。煌帝国の内戦ではここが戦いの舞台となった。
天山山脈（てんざんさんみゃく）
華安平原の西にある山脈。支配外の中央砂漠を囲むように北から南にかけて広がっている。最終章では国際同盟の本部が置かれている。
黄海沿岸（こうかいえんがん）
煌帝国の南にある支配地域。
陽州（ようしゅう）
煌帝国の南にある支配地域。
悠州（ゆうしゅう）
煌帝国の北にある支配地域。
沙門島（さもんとう）
煌帝国南東沖に位置する離島。流刑地として使用されている。
レーム帝国
西方にあり、暗黒大陸にも属州を持つ古代ローマを思わせる大国。700年以上昔に建国され、有史以来最も強大な国家であり続けている。最高司祭にはシェヘラザードが就いており、彼女によって過去最大の繁栄と何人もの迷宮攻略者がもたらされている。なお、「帝国」を名乗ってはいるが内情的には共和国であり、レームの皇帝も元老院から選ばれる代表者を指すので国の支配者ではない。現在国内に抱える金属器使いは3名。
「個」の集積、「人」の力を重んじる。政策の一つとして市民に剣闘場・賭博場・浴場・劇場などの「娯楽」が提供されており、賭け事が盛んで剣闘や演劇が市民の関心が最も高い。科学技術も進歩しており、火薬兵器も実用化されている。街は道路・水道が整備され、国が市民の生活を保障するため、飢えることはない。一方で大勢の奴隷が市民の豊かな生活を支えるために過酷な労働を強要されており、市民の娯楽のための剣奴として殺戮の見世物に使われることもあるなど、厳しい生活を強いられている国でもある。そのため、「市民にとってはいい国」とも称される。商行為の全ては「レーム商人組合」が管理・統制しており、組合の許可を受けた商会だけがレームでの商いを許される。
東大陸進出の足掛かりとして高い魔法技術を持つマグノシュタットを狙っており、ティトスを取り戻すという口実を使いマグノシュタットに侵略戦争を仕掛けたが、アラジンの仲裁により休戦する。シェヘラザードの遺言で七海連合と同盟を結ぶこととなり、マグノシュタットとは同じ立場となった。大国とはいえ七海連合や煌帝国に比べて見劣りする立場となったことで、どちらかの陣営によりかかってしまえば戦争の引き金になりかねない危うい状態となり細心の立ち回りをする必要性が生じてしまっている。
最終章でも国際同盟には加盟しておらず独自の立ち位置を守っているが、軍隊を持っている分警戒が厳しく、飛空艇の数は少ない上海路での船団の規模も制限されているため加盟国と比べ貿易では苦労している。同時に奴隷制度も廃止された。
レマーノ
レーム帝国の帝都。各国の王が一堂に会す主要会議が開かれる。マグノシュタットとの戦争では、ここでシェヘラザードがレーム帝国軍の指揮を執っていた。
闘技場（コロッセオ）
レーム中心にある巨大な闘技場。剣闘士が日夜戦いに明け暮れ、修練を積んでいる。純粋に修行を目的とする者達もいるが、剣闘士の半数以上は市民の享楽のための見せ物として戦闘を強いられている剣奴である。剣闘士は人間だけでなく、マウレニアヒヒなど常人では到底太刀打ちできない猛獣などとも対峙することとなる。審判はいるが、どちらかが死傷するまで止めることはない。残酷な見せ物だが、市民には大盛況で闘技場は常に満員。剣奴が受け取れるのかは不明だが、アリババは勝利と引き換えに巨額の報奨金を受け取っている。最終章では奴隷制度が廃止された影響で剣奴が無くなり、剣劇が行われるなど幾分血生臭さが減っている。
マウレニア
レーム帝国の属州。港町「ヴォルギス」があり、最終章では飛空艇の発着場が出来ている。
ナーポリア
外伝に登場した港湾都市。レマーノに次ぐ主要都市で、レーム最大の経済中心地。その経済効果はバルバッドを凌ぎ、世界経済の中核を担っている。劇場公演を行うための「円形劇場」などの施設がある。
リア・ヴェニス島
外伝に登場。レーム領内にあるマリアデル商会が管理する貿易拠点の一つで特別行政区（レームの法ではなくこの町独自の法律が適用されている自治地域）。各地から集まる商人のために私的に開放した賭博場や闘技場が評判になり、多くの観光客が行き来する商業施設。島のどこからも見える二塔の巨大建造物がマリアデル商会の本部。賭博場は町の至る所にあり「一発逆転の都」といわれるほどギャンブルが盛んで、闘技場は通常の何倍ものレートで賭けが出来る剣闘試合がある。島の中は川が流れ観光客を乗せたゴンドラが行き交い、至る所に噴水が併設してあり人々の休憩所になっている。
パルテビア帝国
レーム帝国と同じ大陸に属する西方の国家。バルバッドと貿易をしていた大国だが、近年衰退してきている。地形的には平地が多い。通貨は「ディナール」。ドラコーンが軍人をしていた。シンドバッド・ズルムッド・マイヤーズの出身地。王はダバシャディール4世→セイラン。
外伝にも登場。元は王政国家「パルテビア王国」だったが、本編より30年程前に起きた戦争で歴史的な勝利を収めたことを機に帝政に改められた。戦争強国とされたが、レームとの戦争で劣勢に立たされ貴族官僚と軍部が癒着し王宮が機能を果たせず多くの国民を犠牲にする厳しい税制度を敷くことになる。後に皇帝を暗殺したバルバロッサに国事が一任され、レームとの停戦条約を結んだ。国内で新たな政策として君主制の代わりに立憲君主制を展開し、それが国民から高い支持を受けたことで旧体制の軍拡主義から脱却、国内で独立国民党をはじめとする多くの政党が台頭して選挙で自治政府を国民が決める国に変わった。経済的にも持ち直し回復の兆しを見せているが、その裏では国に異を唱える非国民などを罪人である「劣悪種」と称し、近隣の島や国内の村々を「粛清」する形で洗脳するか迷宮生物との融合により化け物に変える人体実験を進めており、ドラコーンはそれを国民全員に施すことでかつてない軍事力を手にすると推測している。シンドバッドとバルバロッサの取引でシンドリア商会を誘致したことで多額の資金を手に入れ、国外への賠償金も徐々に精算を始め経済復興を進めており、同時に世界に先駆けた王政廃止の国として各国から注目を浴び、かつての大国としての力を急速に取り戻しつつある。しかし、旧シンドリア王国との戦争でバルバロッサが再起不能となり、政党同士で争いが続いたことで1年後には政党政治は正式に廃止されることとなり、シンドバッドが後見人となり改めてセイランが皇帝に即位した。
本編最終章ではシンドリア商会の拠点となったことから急激な発展を遂げた大都会となっている。
クシテフォン
パルテビア帝国の帝都。元々賑わいを見せていた城下町だったが、軍の圧政が進んだことでドラコーンに「死者の都」と称されるほど寂れた町並みになった。だが、その後「独立国民党」の台頭により再び活気を取り戻す。
本編最終章ではシンドリア商会本部が設置され、高層ビルが立ち並び魔法道具の照明で夜でも明るい未来都市と化している。
ティソン村
シンドバッドの家がある漁村。パルテビア郊外に位置する。シンドバッドの出奔後、叛逆の科で住民全員が捕縛され、迷宮生物との融合という人体実験の被験者にさせられ、その後処分された。
コンタスティア港
シンドバッドがよく訪れていた港。彼がパルテビアから旅立つ際にも使われた。シンドバッドが迷宮で手に入れた財宝を売って船を挙げるまでは凍結された状態だった。
アルド村
立憲君主制後、パルテビア軍によって迷宮生物との融合により「粛清」された村の一つ。6歳の少年であるクファールをはじめとした住民が被験体となった。
旧シンドリア王国
建国に必要な国土を求めるシンドバッドがバルバロッサとの取引により、リア・ヴェニス島と同じ商業特区による独立国として1000万ディナールで譲ってもらった寒暖差が激しい小さな島。パルテビアの北、クシテフォンから馬車で数時間の位置にあり、大型荷馬車が行き交う大きな石造りの2本の橋で大陸と繋がる流通に適した貿易都市。大中小様々な船が停泊できる大きな港がある。
かつてはレームとバルバッドの中継地として大いに栄えていた港町だったが、レームとの開戦後すぐに戦役に巻き込まれたことで住民は全て疎開し、見通しもよく町を遮るものもないので軍港として使うには難しく戦時下でも放置されており、建物や設備も当時のままになっている。町には非国民の「粛清」として人間と迷宮生物との融合を行う軍の研究施設が建てられていたが、既に廃棄されシンドバッドが島を買い取ったことで撤去された。
その後、商業に特化した新生国・シンドリア王国を立ち上げ、廃棄された空白都市を再利用した世界初の商会から興された国とあって世界からも注目されており、「困っている人は受け入れる」をモットーに国外から多くの移民を受け入れている。しかし、建国式典をセレンディーネ率いる「革命軍」に利用され、パルテビア帝国との全面戦争が勃発。国土は戦火に呑まれ、帝国の殲滅部隊によって多くの国民が死亡、島はバルバロッサの極大魔法によって海中に没しわずか1日で滅んだ。
エリオハプト王国
七海連合の加盟国。シャルルカンとスフィントスの出身地。広大な砂漠を超えた先にある暗黒大陸に近い南方の国家。独自の巨石文化による高度な建築技術を持ち、古代エジプトを思わせる巨大遺跡群で築かれた都市が特徴で、現代でもその建築技術の詳細は解明されていない。何百年と続く王家が統治する「神秘の国」とも呼ばれる。民族は銀髪と褐色肌の風貌をしている。王はアテンクメン→アールマカン→シャルルカン。
君主には国の最高位「ファンラオ」の称号が与えられる。その権力は非常に強いが、それ故に外伝では王家内での権力争いが絶えず、常に派閥争いが繰り広げられていた。王が譲位する前に崩御した場合、王家の墓に安置された棺に刻まれる遺言に従い次代の王位が決定される。
女性は胸を隠さない風習があり、エリオハプト人は性的な魅力を胸ではなく臍に感じるらしい。体に蛇を巻きつけるのがステータスで、身分の高い者ほど大きな蛇を所有し、身分の低い者も蛇柄のものを身に纏うのがエチケットとのこと。魔除けのために古くから鳥獣を模した仮面を身につける者もいる（鳥の面は長寿祈願、ジャッカルの面は安全祈願の意味がある）。暗黒大陸の特殊かつ豊富な動植物を古来より研究し、それらを煎じて調合する技術・知識による高い薬医学が発達しており、国外からも求められるほどの薬物が特産となっている。人体への効能を研究し、同時に医学や魔法医術にも精通しているが、元々奴隷制の国でもあるためか奴隷商人がファナリスなどの奴隷狩りで使用するなどその技術が悪用されることもあった。
外伝にも登場。元々砂漠に囲まれたこともあって先王である第35代国王・アテンクメンは対外政策は行わず、現状最大の脅威であるレーム帝国と癒着し対立しないよう身の安全を図る「親レーム派」の存在も影響して諸外国との関係を長らく閉ざしていた。シンドバッドが訪れる数ヶ月前にアテンクメンが崩御され、その王子であるアールマカンが即位し現王となり外交政策に切り替えた。若い世代はその政策を賛同・支持したが、保守的な年寄り達は反対し、国内は「現王派」と「先王派」の2つに分かれている。さらには現王派の若者達が先王派に「呪い」として毒殺される事件が多発しており、アテンクメンが次王を決めなかったことが発覚した後、シンドバッドがレームに対抗するだけの金属器の強大な力を貸すことを条件にシンドリア商会と4番目に同盟を結び、先王派の重鎮達も事件の真相が暴かれ捕縛された。
エリオハプト王宮
エリオハプト数百年の歴史が誇る最大の建築物であるピラミッド状の巨大王宮。魔を祓う聖なる印が正面に施されている。両脇には比較的小さなピラミッドの建物がある。この場所でエリオハプトの外交を取り仕切る。
王家の墓
代々の王が眠る世界最大の王墓群であり、国王の叙任式が行われる聖なる場所。エリオハプトの建築技術の粋を集めて王家の権威を称えるために巨大に作られた王権の象徴とも言える建物。十数年前アテンクメンの崩御から数ヶ月後、新王の叙任式が行われる前に第16迷宮「ゼパル」に取り込まれ、王位の正当性が揺らぐ事態が起きた。
喜びの門
エリオハプトの名所である門。
護神像
スフィンクスを模したエリオハプトを守護する像。
ナナイル川
エリオハプトを囲むようにある貴重な水源で命が宿るといわれる川。年に数回氾濫し、それによって運ばれた土壌による農耕地で作る作物は実りは少ないが栄養価が非常に高い。
アズワンダム
シンドバッドが「雷光剣」で破壊し、ブァレフォールの力で氷漬けにした大地の裂け目。その後氷は溶け、ナナイル川の水脈と繋がりダムとして使われるようになり、貴重な第二の水源として重宝されている。
アルテミュラ王国
七海連合の加盟国。ピスティの出身地。大陸の南東に位置する女系民族国家（一応男性も暮らしている）。暗黒大陸を除く世界最大の谷間を国土にし、民達は絶壁に町を作って暮らしていることから「天空都市」とも呼ばれる。熱帯気候に位置するが常に風が吹いており、快適な環境になっている（谷底は風が届かないため湿度が高く、独特な群生の植物がある）。海からの唯一の玄関口として渓谷があるが、急勾配の山道が続く国一番の難所で、人の往来が極端に少ないことでアルテミュラの実態の殆どが知られていなかった。動物と心を通わせ空を舞って戦う戦姫達が住む。王はミラ→ピスティ。
ササンと並ぶ有力な少数民族国家。女性は生まれながらに動物と心を通わし操ることができ（その能力解明の研究でマギの存在を知っている）、人や物の運送などの主要な仕事は全て女性が担っているため女性の方が社会的地位が高く、一妻多夫制で子供が7人ほどいるのが普通とのこと。成人女性は証として顔に模様があり、身分の高い者や公務員、官職に就いている者は衣服の肩口に羽根がある。一方男性は動物を操る能力がないため家事・育児・内職などの家庭内の仕事全般を担当している（給料も女房が持ってくるもの）。毎日の井戸端会議のおかげ（せい）でお喋りであり、何故か体毛が濃くオネエ言葉で喋る者が多い。他民族の肉体研究にも熱心で、作中では（何をされたかは不明だが）ヒナホホがその被害に遭っている。
外伝にも登場。当初シンドリア商会は相手にすらされなかったが、シンドバッドがミラとの決闘の末勝利し、シンドリア商会と3番目に同盟を結んだ。
王宮
谷の最奥に位置する女王の王宮。建物を囲む半円形状のリングがあり、有事の際鳥達の発着場になる。
死者の谷
多数の鋭い岩棘が生えたアルテミュラで最も深く暗い谷。罪人を収容できる土地がないため、犯罪者はここに落とす決まりになっている。四方を苔に覆われた岩に囲まれているため脱出は困難で場所によっては大量のヘビが生息している他、天然の宝石が落ちており男性は上から生肉を落としてそれに絡まった宝石をロック鳥に拾わせて回収する仕事に就いている。
鳥たちの巣箱
国土の三分の一を占める巣穴を持つロック鳥専用の巨大な巣箱。
色街の高級娼館
国民は性に大らかなので発展しており色街でしか泊まれない。ただし、忙しい女を癒す役割のため来客をもてなすのは屈強なホスト（男）達で客の性別が何であろうとサービスには手を抜かないことで評判。余談だが、噂ではそこで働く3人には生き別れの妹がいるらしい。
イムチャック
七海連合の加盟国。ヒナホホの出身地。中央砂漠の北西に位置し、雪と氷に包まれた極北の秘境にある連合国家。他国で国王に相当する「首長」を頂点に、法や掟の異なる5つの部族をそれぞれの「部族長」が自治し、さらにその下に各村の「族長」が存在する特徴的な国家体制を持つ。身丈が非常に大きく、泳ぎが得意なイムチャック人が住む。王（首長）はラメトト→ヒナホホ。
かつては諸外国の船や海上を荒らす略奪民族を生業としていたが、苛烈な部族間抗争を収めるために現行の国家体制が敷かれた。しかし、諸外国からはいまだに蛮族であると認識されている。習わしとして、生まれた時に親から頭飾りの2本の角（作者曰くトナカイ系の生物の角）を貰い片方は結婚するまでは親に預けて結婚後は婚約者に渡したり、男性は成人する年齢に達するとアバレイッカクを狩って「成人名」を貰うといったものがあり、後者は成し遂げられない者は幼名を名乗ることが許されないため「名無し」扱いされる。また、現在シンドリアで行われている謝肉祭も、元々は戦士の成人を祝うためのこの国の伝統的な儀式である。海の国でもあるため、魚介類が豊富で味付けの多くが塩味になっている。
外伝にも登場。シンドバッドの交渉により、シンドリア商会の最初の貿易相手国となる。
カシュガン
中央砂漠の都市国家。人種・家柄・所得に拘らず誰もが平等に政治に携わることのできる徹底民主政治に移行した。アリババがバルバッド共和国の政治形態の参考にしようとしていた。
ササン王国
七海連合の加盟国。スパルトスの出身地。バルバッド北方、半島の付け根部分の山奥に位置する。中央砂漠内の国家なので気候は乾燥している。馬では通れず徒歩でしか辿り着けない標高高い山麓の中に建造された小国で、厳格な教義を持つ国として知られるが、国を出ると教義を厳守する必要は無くなる。騎士によって統治され、国主は「騎士王」と呼称される。王はダリオス→スパルトス。
異世界であるアルマトランの王・ソロモン（名前は昔に失われている）の伝承が神話として残っており、ササンの民の祖先は遠い故郷から持ち帰った彼の「神の力」を使い不浄を晴らしたといわれている。そのソロモンを旧き神として信仰する敬虔な宗教国であり、外界を穢れと称し交流を断絶させていたため「清浄の地」とも呼ばれていた。山岳に囲まれている天然の鉱山都市でもあり、ササン産の金属は世界一の純度と質の高さが注目されている。この国の信仰を享受し「同志」となったレーム皇帝への友好の証として近年レーム帝国に鉄や鉱物資源を納めているが、例え同じレームの商会でも「心正しき人間」と認めなければ「異教徒」として扱われ取引にすら応じない。年に一度には伝説の「王」になぞらえて国の最下層から頂上までを行進する「巡礼祭」があり、この日だけは教義で禁止されている酒とタバコが解禁されるため国民には大きな娯楽となっている。食べ物は清貧が基本で、水のない厳しい荒野で重い鎧を着て行軍する騎士にとって甘味が貴重なエネルギー源であるため菓子は蜂蜜漬けでかなり甘いが、それ以外は薄味。主要家畜はヤギや羊で、ササンの民は小さい頃からヤギの乳を飲んで育つ。また、高低差のある国ゆえ国民の足腰はかなり強い。
ササンの住民には国を守護する騎士が多く所属する「ササン騎士団」、戦闘は行わない聖職者で従士として騎士団に住み込み騎士の世話をする者もいる「修道士」、国の大事な産業のため名誉ある仕事とされ武器・貴金属の鋳造技術に長けた職人が多い「職人・鉱山夫・農家・商人」などがいる。服装は騎士はターバン（中に非常食を仕込んでいる）と鎧にマント、騎士以外の男性は長スカート、女性がズボンを穿く習慣がある。また、ササンでは金属は魔を祓うと信じられているため、国民は貴金属を身に纏っている（最近の流行は銀加工のネックレス）。
外伝にも登場。当時はレームの限られた商会としか交易をしていなかった。シンドバッドが王であるダリオスとの勝負で魔装による圧倒的な力で勝利し、シンドバッドの頼みで彼を神に選ばれた新たなササンの使徒として迎え入れる形でシンドリア商会と2番目に同盟を結んだ。
ヴァベル
巨大な塔の形をした首都。上の階層に行くほど身分の高い者が暮らしている。頂上から最下層までの往復は非常に大変なので馬での移動が欠かせない（必然的に身分の高い者ほど馬を所有する）。国の最上階にはササンの守護者である騎士団の城があり、国全体を一望できる。騎士は城に住み、その家族も同居しているため、居住区はかなり広い。
国営外国人滞在施設
外国客がササンに滞在するための専用施設。夜8時になると外出不可になる。食堂と宿泊場が充実している。
霊峰ダーマ山
国のシンボルである霊峰。シンドバッドがダリオスとの勝負の際「雷光剣」で穴を開けてしまったが、神の使徒降臨の証として逆に崇拝されている。
ムスタシム王国
「花と泉の楽園」と呼ばれた西方の割合が大きかった国。ヤムライハの出身地。魔法の真理に迫るため国を挙げて努めてきた魔導国家で、70年以上前から当時では珍しく王家に魔導士が使えていた。しかし魔導士自体は差別されており、40年前に起こったパルテビアとの戦争では最前線に送られ楯の代わりにされるなど不当な扱いを受けていた。以来徐々に力を高めていたマグノシュタット校の反乱によりドゥニヤを除く王族・貴族が皆殺しにされ、10年ほど前に滅んだ。
マグノシュタット
ムスタシム王国滅亡後に新たに建てられた魔導国家。レームと煌帝国に挟まれているため、籠城に適した都市となっており、外縁部は三層の防壁魔法による防御結界で覆われ、内部では完全に自給自足の体制が整っている。元はムスタシム王国にあった一学問機関だったが、シンドリア編の10年前に軍隊級の力を持ち国軍や一部の貴族官僚を取り込み、祖国に対して反乱を起こすことで誕生した。魔法道具の開発が盛んに行われており、首都は迷宮にしかない筈の魔法道具に溢れている。型落ちした魔法道具を国境周辺に現れる盗賊が大量に所有しているため近隣諸国の脅威となっている。様々な魔法道具を使った食料生産が行われ、自給が十分に可能。あくまでいち学府という体裁を取っているため厳密には王が存在しないが、マグノシュタット学院の学院長を中心に統治されている。王（学院長）はモガメット→ヤムライハ。
総人口は30万人。国民等級制度により全ての国民は5階級に分けられ、1から3等級には様々な特権が与えられている。学長および上級魔導士は1等（約500名）、学院2学年以上および魔導士が2等（3千人）、魔導士を両親に持つ非魔導士および特殊技能や官職に就く非魔導士は3等（2万人）、通常の非魔導士が4等（8万人）、納税を果たせない非魔導士が5等（20万人）になっている。
魔法使い以外の人間の入国を原則として禁じており、国内の人間の数を制限し、魔導士と普通の人間とで差別するという国家体制を敷いている。シンドバッドからはアル・サーメンとも繋がりがあるという疑惑が持たれており、実際数年前まで黒いジンに関する共同研究を行っていたが現在は袂を分かっている。煌帝国の皇族からも急速な発展・迷宮道具の量産などから同じく「組織」の関与を疑われていたが、交渉においてそれがない可能性も浮上。魔導士のみによる発展は紅炎に「恐ろしい国」と言わしめた。入国の際は防壁魔法のテストをしている他、生徒達を成績別にコドル1〜6に振り分けて学ばせている。
レームとの戦争後に中立国となり、指導者であるモガメットがヤムライハの養父であることから、現在は七海連合とレームの協力で再興されている。同時に国民等級制度も廃止され、魔法に頼りきりにせず復興を目指している。最終章では研究機関として様々な商会から資金援助を受けて魔法の開発研究を進めている。国民の生活は不便になったものの国土を搾り計画都市にすることで補い、自由に職業を選べるなど以前よりも活気あふれる国になっている。
1等許可区
資料室といった学院の中枢施設や上級魔導士の居住区画がある。入り口には結界が張ってあり、上級魔導士が身につけている銀の装身具である「1型結界手形」がないと通れない。
5等許可区
人口の3分の2に当たる20万人の5等国民が生活している地下に造られた街。その多くが魔法道具に仕事を奪われた元農民たちである。落伍者の掃き溜めと蔑まれており、地上で使用される魔法道具の動力源として恒常的に魔力を吸い取られている。5等の人々の扱いに関しては賛否両論があるが、そこの人々に労働の義務はなく、食糧や家屋は用意されており飢えや寒さの心配がない。また、病気の治療も先天性の重病でもなければ魔導士が治療してくれるため、ムスタシム王国の頃より死亡率は低下しており、大半の5等区民は現状を受け入れている。
最終章では地下暮らしから解放され、住民の多くはムスタシム王国時代と同じように農業に従事している。
アクティア王国
東西の大陸を繋ぐ重要な窓口となる国家。マグノシュタット南部に位置し、貿易が盛ん。北方のマグノシュタットとの国境線に兵力を集中しているため、南方の港が手薄になり海賊・大聖母が横行することとなった。
暗黒大陸
ファナリスの故郷。大陸の北端以外は「レーム帝国南方属州以南は未開発」という意味で外部の人間によって付けられた地の蔑称。カタルゴ以外にも国々が存在する。北部では砂漠地帯が広がり、南部に下るにつれて熱帯化して低木の広大な草原地帯が広がるが、大峡谷の先には一度進むと戻ってこられない場所があるとされている。
その奥である暗黒大陸の南端は、アルマトランの時代に強すぎる力故に魔法を受け付けなかった赤獅子と原始竜が住んでいた大陸ごと連れてこられ当時の姿のまま暮らしている。その名残か一切の光が無い真っ暗闇の世界であり、浮遊魔法で高度を上げて飛ぶと地面も何も見えなくなり、見たことのないような生物や植物が生息している。この世界だけは聖宮の力やソロモンの世界の理が及んでいないためルフが黒く、「マギ」という概念もないことからルフもマギに対して魔力を供給しない。南北縦断するのに人間の足では40年はかかるとされており、北大陸に比べても非常に広大。環境の違いによるものか、北大陸から持ち込んだ農産物をここで栽培すると異形の植物へと変貌してしまう。
カタルゴ
北端部に開けているレーム帝国の属州の一つ。暗黒大陸はここを通ることで直行便で誰でも渡ることができるが、この場所以外は旅人を狙う盗賊がひしめく無法地帯になっている。
大峡谷
レーム帝国属州最南端に広がる巨大な峡谷。まるで世界がそこで終わっているかのように深く広大で、渡れば二度と帰って来られないと言われており、太陽を遮るものは何もないはずだが底に行くほど暗くなっていく。その正体は、「大陸の裂け目」と呼ばれる、世界が未完成なときにできる物理法則の混乱した空間の一種。現在はマギ・ユナンがここの「守り人」をしており、彼の手によって出口のない暗闇の迷路と化している。
次元の境界が薄く、ダビデが「世界をルフに還す魔法」を発動した際には本体がここに同化し、ルフの回収を行ったが、聖宮と共に消滅した。
鬼倭王国（きなおうこく）
七海連合の加盟国。煌帝国のさらに東に位置するごく小さな島「鬼倭島」に建てられた国家。その国土はアルマトラン時代の魔力が蓄積して出来た地層による暗黒大陸と同質の「遺跡島」となっている。「侍」という言葉などからも「和」の日本を思わせる国。国民の多くは額から鼻にかけて二本角が付いた仮面で隠している。王は健彦。
古くから煌・吾・凱の極東三大国とは朝貢関係にあったが、前王がシンドバッドびいきだったことから七海連合に加盟、健彦に代替わりして金属器の力を手に入れてからは島ごと姿を海上からくらまし国交が途絶えていた。その後、シンドバッドが白龍と交わした誓いで七海を使節として派遣し、煌帝国の内戦時には「盟友の内紛を納める」という名目で黄海に現れ、他の加盟国と共に介入した。
最終章でも島ごと所在が分からないままで、健彦が世界指名手配犯として追われる身となっている。実は秘密裏に島そのものが遺跡の力とアラジンの魔法によって浮遊島へと改造されていた。現在はアラジン・モルジアナ・白龍を匿った上で暗黒大陸南部に移っている。その後、アラジン達と共に帰還を果たし、国際同盟からの離脱を宣言した。
一連の事件後は飛行能力を失い、シンドリア王国の近海に着水したままとなっている。
鬼倭王城（きなおうじょう）
鬼倭の王族達が住む城。修行用の道場がある。
鬼哮砲（きこうほう）
要塞化した鬼倭島に取り付けられた鬼の顔を模した巨大な大砲。強力なエネルギー波を発射する。
ミスタニア共和国
マグノシュタットの北に位置する中規模国。イレーヌの出身地。
大黄牙帝国（だいこうがていこく）
黄牙一族の初代大王チャガン・ハーンが築いた歴史上最大の勢力を誇った帝国。チャガン・ハーンはマギにいざなわれ迷宮攻略をし、強大な力を得たという言い伝えがある。
吾国（ごこく）
煌帝国が中原統一前に争った大国の一つ。閻体の出身地。過去に自国を踏みにじった凱国を恨み、その支配権を奪うことを考えていた。
凱国（がいこく）
煌帝国が中原統一前に争った大国の一つ。閻技の出身地。長きに渡り王府と摂政王府が二人の王を立てたために派閥同士で憎み合い、それぞれが優位に立つことを考えていた。
聖宮
アラジンが匿われていた場所。番人はウーゴくんで、彼がソロモンの魔法と「黒の神」の魔力を利用して作った魔法道具。アラジンは「頑丈な部屋」と呼んでおり、マギである彼が暴れても壊れなかった。聖宮の主人によって内部構造が変化し、ウーゴが主人である間は内部には様々な文献がある書庫のような構造で、シンドバッドが聖宮を手に入れてからは彼が攻略した七つの迷宮を再現したものになった。ある時期が来るまでアラジンは絶対に外に出られない仕組みになっていた。外には「死者達の街（ネクロポリス）」が広がっている。時間の概念が存在しない場所であり、ウーゴの体感では実際の5年ほどが1不可思議年以上もの長さに感じられていた。
マギが死んだ場合そのルフはここに戻り、新たなマギとして生まれ変わる。その際、普通の赤ん坊のままに産み落とされることが殆どだが、前世の記憶を維持した状態で転生させることもできる。「黒の神」の世界のエネルギーを効率よく循環しルフの全てを司る特別な空間であり、死んだソロモンの意思はこの場所に宿っている。ウーゴくんはこの力を利用してアルマトランで生き残った民達を作中の舞台となる世界へ移動させた。
聖宮の番人は世界中のルフを書き換え操るという絶大な権能を操ることが可能で、全人類の思想を統一させることすらできるようになる。ただしこの力は、アルマトランのマギであるアラジンや「堕転」を経験したり一度死んだりして「大いなる流れ」から逸脱してしまった者は対象外となるため、決して万能ではない。また、「神の序列を入れ替える魔法」や「世界をルフに還す魔法」といった大魔法を発動させることも可能。
「黒の神」（＝ダビデ）と繋がったシンドバッドですら此処の力無くしては世界を自由に弄ることが不可能であるため、その知識を持つアラジンの行方を追っている。最終的に国際同盟が管理していた金属器と「黒の神」の影響でマグノシュタット上空に開いたままになった世界の穴、第一級特異点である自分の存在とアルバが千年間蓄えた莫大な量の魔力を利用し、人の肉体を捨てて聖宮に乗り込んだシンドバッドが従えていた七体のジンとダビデの力によりウーゴくんから聖宮の番人の座を奪い、世界中の人間のルフを書き換えることに成功した。その後はシンドバッドが上位世界の神を打ち破るため世界の全てをルフに還す聖宮の魔法を始動させ、発動するまでの間ソロモンの知恵で聖宮に乗り込んで来たアラジン達に対し、自身の体験した七つの迷宮にいる魔装をした七人のシンドバッドの問いに納得する答えを出す試練を与える。
ダビデの分身体とシンドバッドが内部で「神の序列を入れ替える魔法」を何度も繰り返したことにより、許容を越えた量の魔法式が暴れ、魔法道具がパンクして消滅した。
第一の迷宮 憤怒と英傑の試練「バアル」
シンドバッドが14歳時に経験した戦時中のパルテビアを再現した迷宮。バアルの魔装をしたシンドバッドが理不尽な運命には屈服すべきか力で破壊すべきかを問い、場合によってはその者の過去や憎むべき相手を見せることもできる。ジュダルによって攻略された。
第二の迷宮 虚偽と信望の試練「ブァレフォール」
シンドバッドが15歳時に経験したシンドリア商会での冒険とそれに立ちはだかる強大な敵・運命との戦いを再現した迷宮。ブァレフォールの魔装をした巨大なシンドバッドが理不尽な世界では何を疑い信じるべきかを問う。白龍によって攻略された。
第三の迷宮 精神と傀儡の試練「ゼパル」
シンドバッドが17歳時に経験した迷宮。巨大化したシンドバッドと当時彼にルフを捧げて命を落とした最初のゼパル攻略者であるセレンディーネの2名がゼパルの魔装をして現れ、理不尽な世界では人間は己の意思で生きるべきか他人に導かれるべきかを問う。アラジンが挑んだが、次の試練でアリババがシンドバッドに意見したことで中断された。
第四の迷宮 狂気と冥暗の試練「フルフル」
シンドバッドが21歳時に経験した最初の王国崩壊と2度目の建国を再現した迷宮。フルフルの魔装をしたシンドバッドが出現するが、問いかけの前にアリババが質問したため何を問おうとしていたかは不明。アリババによる攻略の途中で彼から新たな意見を聞いたことで中断された。

### 組織
霧の団
バルバッドで国軍や貴族の屋敷を襲撃し、金や食糧を奪いスラムの住民に分け与える義賊。元は40人ほどで構成されていたが、王宮から盗み出した財宝を元手に規模を数百人にまで拡大した。アリババがバルバッドへ帰還する前からカシムを筆頭に暗躍しており、王族であるアリババを頭に据えている間も実質的にはカシムが支配していた。メンバーの多くが、パタのような武器を使う。
アリババがバルバッド王宮の無血開城と王政廃止を宣言した直後に一斉蜂起し市街を大混乱に陥れるが、鎮圧され解体される。
七海連合
シンドバッドが金属器使いの脅威に備えて作った7ヵ国同盟。どの加盟国も小国ながら大国に匹敵する強大な力を秘めており、「不侵略不可侵略（しんりゃくせずしんりゃくさせず）」を理念とする。元はシンドリア商会の同盟国を中心に組織された物で、初期加盟国はエリオハプト王国・アルテミュラ王国・イムチャック国・ササン王国。後に鬼倭王国・レーム帝国・煌帝国も加盟する。共和制バルバッドも加盟を検討していたが、煌帝国の支配下に入ったため実現しなかった。
国際同盟
最終章で結成されたシンドバッドを理事長とする国際的な組織。七海連合を前身としており、連合加盟国の（前）国家元首達（ダリウス・ラメトト・ミラ・アールマカン・紅玉・健彦）が常任理事を務めている。その本部は金属器保管の目的のために天山山脈の陸の孤島に作られ、飛空艇なしには立ち入ることができない。この場で同盟各国の要人が集って世界の在り方を決めている。組織名を変更した際にレーム帝国は脱退、その後鬼倭王国と煌帝国も離脱を表明した。非加盟国では奴隷制・兵役・通貨・金属器の保有といった制限を課されないが、加盟国との貿易で多額の関税を払う必要がある。
アル・サーメン
「世界の異変」を起こしている「八芳星の共同体」の名を持つ組織。首領はアルバ。単に「組織」とだけ呼ばれることも多い。かなりの昔から存在し、時に貿易商・政治顧問・官女など様々な姿で国々の中枢に入り込み、影から歴史を操ろうとしている。一味の者が共通した一つの組織名を名乗ることはなく、組織の名はシンドバッドらによって仮に名付けられたものである。煌帝国も建国時から彼らの息がかかっている。
「計画書（アジェンダ）」と呼ばれるものに従い、運命のレールから逃れるために「堕転」によって運命を逆流させ、黒いジンや黒いルフなどを用いて世界に暗黒を作り続けることを目的としており、その最終目的として神の再臨を目論んでいる。また、アルマトラン以来ソロモンとの対立が続いており、数世紀ごとに起こるソロモンの「傲慢なる妨害」と呼ばれるものに抗っている。
その中心にいるのはアルマトランにおいてソロモンに反旗を翻した魔導士の一派であり、ソロモンの最後の力で「黒の神」と共に異空間に封印されたが1000年の時を経て復活し、精神（ルフ）のみの存在となって新世界に影響を与えるようになった。黒い八芒星を中心に同じ姿の者達が10種類ほど存在している。人間よりも単純な構造をした無数の分身を世界中に配置させ、致命傷を受けるとマトリョーシカ人形のような姿に変わり行動不能になる。アルマトラン時代の力を喪失している代わりに一種の不死性を持っており、本体が無事なら何度でも復活できる。ただし核となっている人形そのものが破壊されると同じ姿の者達も全員が消滅する。分身体は常にルフを飛ばし合って情報を共有しており、同系統の魔法を人形同士が同時に発動させることにより極大魔法をも発動させることが可能で、これこそがアル・サーメンの真価とされる。白龍はこれを逆手に取り捕えた2体の分身体にベリアルの精神魔法をかけてルフを飛ばすことで分身全員の記憶を書き換え味方にすることに成功した。
最終章では「黒の神」と繋がったシンドバッドと協力体制を敷いており、これまでのような活動は自粛している。
大聖母（だいせいぼ）
アクティア王国西方の近海に現れる海賊団。絶壁に囲まれた沖合の小島に砦を構え、大量の魔法道具を所有する。その砦は鯨のような形になり海中を自由自在に動きまわることができる。首領である大聖母以外の構成員は全て16歳以下の子供だった。
大聖母の死による壊滅後、構成員はアクティア王国との話し合いでシンドリアに引き渡され、レームから帰還したアリババの仲間になった。
アリババ団
アリババを慕う者達で構成された集団。その殆どがアリババによって「堕転」から救われた大聖母の構成員からなる。
結成はマグノシュタット編後であったが、間も無くアリババが死亡してしまったため解散。それから1年ほどは煌帝国に身を寄せていたが、アラジン達の失踪に伴いその後2年間はレーム帝国で活動していた。アリババの復活を受けて再始動し、煌々商会を経てアリババ商会の従業員となった。
ファナリス兵団
団長のムーが「アレキウス」の名の下に探し出して各地で奴隷から解放したファナリスで構成されたレーム帝国軍の兵団。総勢22名で、団員には純血種と不純血種がいる。規模としては小隊程度だが、レーム帝国における「人の力」の象徴とも言える部隊であり、全軍が歩兵でありながら魔道士による航空戦力とも渡り合える。また団員は全員、鋼鉄製である金色の鎧を上下に脛に当てている。
シャム＝ラシュ
パルテビア帝国に仕える暗殺集団。外伝に登場。頭領はシャカ。裏社会に通じ、隠密行動と暗殺を得意とする。この組織の中で生まれた子は生き残るためにいずれ師である親を殺さなければならないという風習がある。
ササン騎士団
ササン王国を守護する騎士団。外伝に登場。総長はダリオス。ササンの教義を総括する高位聖職者（修道士）にして戦闘員の集団。国民を守り、教義を教え導く絶対的指導者としての役割を担う。トップである「騎士王」（ダリオス）が実質ササンの統治者に当たる。
一度騎士の洗礼を受ければその身を全てササンに捧がなければならず、騎士を辞めることは死を意味する。生きて騎士を辞める唯一の方法は「騎士王をはじめとする騎士達に戦いを挑み勝利し騎士王の座を貰い受ける」ことで、その条件さえ満たせば自由意思で脱団することができるが、敗北した場合は首を刎ねられる。例外として特別な任務があれば外界に出る許可が下りる。
シンドリア商会
シンドバッドが第6迷宮「ブァレフォール」攻略後に創設したシンドリア王国の前身となる貿易商船団。外伝に登場。当初はレーム帝国のナーポリアに商館を置き、シンドバッドが奴隷から解放された後にバルバッドに移転した。当初は最初に同盟を結んだイムチャックの工芸品を商品に扱っていたが、後にササン・アルテミュラ・エリオハプト・バルバッド・レームなどのほぼ全ての主要貿易地と取引を交わし、加えてマリアデル商会から獲得した全資産と顧客ルートを元手に事業を拡大したことで全世界従業員数は総数3000人、所有艦数は110隻などシンドバッドの冒険譚と合わせ知らぬ者はいない世界トップレベルの規模の大商会に成長した。
本編最終章ではシンドリア国王を退位したシンドバッドによって再結成され、商業が中心となった世界で絶大な力を持っている。主要な取扱い品は飛空艇や通信機といった最新の魔法道具。本部はパルテビア帝国の帝都・クシテフォンに巨大なビルを建てている。
煌帝国商会
煌帝国が新たな時代の流れに対応するために作り上げた商会。代表はアリババ。転送魔方陣を利用した食品の大量輸送を画策していたが、シンドバッドが「煌帝国が再軍備しようとしている」という噂を流したことにより、風評被害で計画は頓挫する。その後「煌々商会（FANFANしょうかい）」と名前を改め、冷蔵した農作物の輸出と並行して八卦札を利用した製品の通信販売を行っている。
アリババ商会
アリババがアラジン達との再開後、独立する形で立ち上げた小さな商会。煌々商会とも協力しつつ商売を進める。
マリアデル商会
マーデル（後の大聖母）が当主を務めるレーム有数の商会。外伝に登場。拠点にして特別行政区であるリア・ヴェニス島を統治・運営する一方、奴隷市場を支える世界有数の奴隷商人でもあり、奴隷で栄えたレームでは絶大な権力を持つ。奴隷は戦争孤児や身寄りのない子供が多く、奴隷にはそれぞれ「等級」を儲け、能力・容姿・価値の低い等級の奴隷はすぐに奴隷市場へと出荷され競売にかけられるが、等級の高い奴隷は様々な教育を受けて上流階級のみに斡旋を許される高級奴隷になる。
シンドリア商会を嵌めて倒産寸前に追い込みシンドバッドを奴隷として手に入れるも、シンドリア商会の意趣返しにより偽情報に踊らされて倒産してしまった。
独立国民党
レームとの停戦条約後、軍を退役したバルバロッサがパルテビア帝国で組織した政党。外伝に登場。パルテビアにおいて次の政権党といわれるほどの最大勢力で、実際にパルテビア政権選挙で勝利を収めた。党員は同じ色の腕章とたすきを身に付けている。輸入による物資や医療、住居、仕事の斡旋を管理運営することで国民に必要なものを過不足なく分配しており、世論の多くを味方につけることに成功している。革命軍の活動に伴い、取り締まりと粛清が強化されていくこととなる。
しかし、バルバロッサが旧シンドリア王国との戦争で負ったトラウマにより政治家に復帰できず、これによって後釜を狙って分裂が起きた。政党の争いで政権が宙に浮いてしまったことで、混迷を極める政党政治は正式に廃止された。
革命軍
バルバロッサのパルテビアでの独裁を許さず、彼の新政権によって虐げられた軍人や貴族など、非国民の烙印を押された者達で構成された者達で構成された集団。外伝に登場。当時のマイヤーズやドロンも所属していた。四天将軍であるロッターを味方につけ、食糧庫などの主要施設への襲撃や党員への攻撃など直接的な手段に出ている。
抵抗軍（レジスタンス）、魔導士聖教連
詳細はアルマトランを参照。

### 民族
ファナリス
暗黒大陸で伝説と語られる戦闘民族。地上最強と称される驚異的な身体能力を持つ。目元が特徴的で赤髪と強靱な脚力を有し、その脚力は獅子の胴を一撃で蹴り貫き、成人男性ともなればその身に幾重にも巻かれた鎖を引きちぎるほどの強大な力を発揮する者も存在する。生命力が強く毒の回りも遅いが、その一方で純血・混血を問わず身体能力に反比例するかのように体内の魔力の量は他の民族より少ない。そういった性質から奴隷狩りの被害に遭うことが多く、卑劣な手段（家族を人質に取られる、友好を装って毒を盛られるなど）によって乱獲されており、黄牙の民と同様高値で売買される。婚姻制度としては多夫多妻制をとっている。
奴隷狩りにあったかさらに奥地へと移ったかは不明だが、現在の暗黒大陸には一人も残っていないという。ユナンによると大峡谷の「向こう岸」にはまだ残っているらしいが、その正体はアルマトランで魔導士でも手に負えなかった種族・赤獅子で、その本来の姿も人間とは違う「獣」である。
黄牙一族（こうがいちぞく）
モンゴル風の国に住む一族で、かつては最も栄えた騎馬民族。現在は衰退し、民衆は遊牧などを日々の生業として生活しているが、戦士は馬の機動力を活かした高い戦闘能力を持ち、また独特な剣を携えている。ババ曰く「草原で我々から逃れられる者はいない」という。「ゴルタス」や「ドルジ」という名前が多い。上記の戦士だけでなく一族の人間は剣で斬られても中々死なないなど総じて身体的に頑丈であり、そのため女子供を中心に何度も奴隷狩りの対象にされている。
当初は北天山に村を作り暮らしていたが、白瑛とババの尽力で平和的に煌帝国の傘下に入り、白瑛の志に納得したことで騎馬兵百余名が白瑛の眷族となっている。
トランの民
現在の世界共通言語と全く違う言語「トラン語」を話す世界中に広く分布する少数民族（トラン語は会話では横書きで表現される）。なお、このトラン語は世界各地の太古の石版や迷宮内部に記されている謎の言語である。遅れた部族として迫害され、南へ追いやられている。作中確認されているのは暗黒大陸やシンドリア近くの島に住む部族で、シンドリア付近の集落では彼の国の駐屯地のおかげで安全な航海と商売ができるので市場が賑わっている。識字率がそれほど高くないこの世界でこの言葉を理解し読むことができるのは、トランの民と交流のある者以外では王族や領主のように十分な教育を受けられる上流階級だけである。
その正体はアルマトランでソロモンに謀反を起こさなかった魔導士の末裔。魔法への抵抗力が強かったため、アルマトランの記憶がなかなか消えず、現在もアルマトランの言語を使い続けている。
ヤンバラ
魔力操作を得意とする東方の少数民族。「魔力操作の村」と呼ばれる場所に住むが、彼らが流浪の民で住処を転々とするためその場所は誰にも分からない。レームの闘技場をはじめ、世界各地で武者修行をしている。
イムチャック人
極北の秘境・イムチャックに住む人種。男女ともに身長2m以上と非常に大柄で、男性では時に3mを超える者もおり、女子供でも他種族の成人男性に匹敵するかそれを上回る体格を持つ。その体格故に屈強で、ファナリスほどではないが力も強い。戦士達は「一番銛」という原始的な魔力操作を使うことができる。青い髪を持つのも特徴の一つである。
氷をも掴む手、水の抵抗が低く気泡を作って推進力を得る体毛を備えたクジラに近い皮膚、酸素を蓄えられるタンパク質を他人種の80倍もの量で筋肉に保有しており、水中での活動に特化した身体構造を持つ。これらの性質により、まるで水を蹴るかのように高速で泳ぎ1時間以上の潜水を可能とするため、水中戦ではほぼ無敵の強さを誇る。過酷な環境に適応するためか、女性の場合妊娠すると身籠った子供は母体の体内で急速に育つため僅か数ヶ月で出産でき、妊娠期間が他人種よりも短いという特徴も持つ。寒冷地に適応している一方で高温多湿な気候には滅法弱い。
アルテミュラ人
天空都市・アルテミュラに住む人種。この民族の女性は外見が年齢より幼く可愛らしく見える者達が多い。女性に限定される能力として生まれつき動物と心を通わせることができる。

### 異生物
砂漠ヒヤシンス
作中に登場する、砂漠・ユリ科の巨大な肉食植物。捕食部に酒を浴びることで酔い、活動が鈍くなる。
スライム
第7迷宮「アモン」に棲む半流体状の怪物。普段はアリの姿をしているが、自分より強い相手がいる時は変形して相手の特徴をコピーする。また相手がさらに強敵であれば、複数の個体が寄り集まって巨大な集合体となり、戦う。人間の言葉をまねて話すことができる。
砂漠カラス
爪から大牛をも眠らせる即効性の強毒を出す。ファティマーに飼われている。
砂漠ハイエナ
ファティマーが飼育しており、病気などで弱った奴隷の処分に使われていた。
マウレニアサーベルタイガー
暗黒大陸に生息する肉食動物。牙にかすっただけで人間なら一瞬で死ぬほどの猛毒を持つ。競売用にファティマーが飼っていた。
ナミディアコンドル
暗黒大陸に生息する肉食動物。爪にかすっただけで人間なら一瞬で死ぬほどの猛毒を持つ。競売用にファティマーが飼っていた。
エウメラ鯛
バルバッド近海にしか生息しない珍魚。鯛であるが、骨まで軟らかい。これのバター焼きはモルジアナの好物。
ロック鳥
本編及び外伝に登場（名称は外伝より）。アルテミュラの象徴である巨鳥。小型のものは自家用、大型のものは運送などに用いられ複数の人間を軽々と乗せて飛ぶことができる。大地の少ないアルテミュラにおいて人の移動と生活には欠かせず、大切に扱われている。肉が好物。強靭な顎を持ち、肉に付いたダイヤモンドごと噛み砕いてしまう。
マグノシュタットの戦争や煌帝国の内戦では七海連合の面々を輸送するために多数のロック鳥が動員された。
パパゴラス
アリババの好物の鳥。珍味として好む者もいるが、岩をも砕く嘴と自分より大きな相手にも挑むという攻撃的な性格のため捕獲は困難。群れで生息し、一番強い個体をボスとする習性を持ち、パパゴラス以外の強い動物の庇護下に入りつき従うこともあるため、現在のボスはマスルールとなっている。
南海生物
南海に住む超巨大な海洋獣で、凶暴な種類が多い。シンドリア国民が勝手につけた呼称であり、大陸のどの国でも研究はあまり進んでいない。主な生活圏は海中だが、中には上陸できる形態のものもいる。「アバレ〜」という名前が付けられている。食用になる種も多い。
アバレウツボ
樹木よりも巨大なウツボ。棘のついた胸鰭を手のように使って岸壁をよじ登ることができる。
アバレオトシゴ
タツノオトシゴの形をした生物。アバレウツボほど巨大ではないものの、海中から帆船の甲板まで届くほどの大きさはある。
アバレウミガメ
ウミガメと呼ばれてはいるが、鰭ではなくリクガメのようにしっかりした手足がついている。
アバレウミウシ
擬態能力を持つ大きなウミウシ。陸上で長時間活動することはできず、死亡すると擬態は解ける。
アバレイッカク
外伝に登場。身体を硬い珊瑚に覆われ、頭部に赤い角を持つイッカクのような魚。原クジラ類のような胴体と長い首を有する。定期的に回遊する習性を持ち、極北の地まで移動することもある。イムチャックの男はこれを討ち取ることで成人として認められ、成人名が与えられる。鋭い牙や角は加工されてイムチャックの戦士が持つ棍棒になり、他の部位も様々な資源として使える。
オラミー
リスに似ている。人懐っこく市街地に出没し、食べ物をくすねる。母親の尾の中で守られて子供が育つ。
バオバロブ
シンドリア近海全域に群生する植物。特徴は太陽を目指してウネウネと伸びた幹。
「ザガン」の迷宮植物
ジン・ザガンが自身に似せて作りだした迷宮植物。地上に現れている「花」の部分はザガンが仮面をつけたような姿をしている。ザガンの手を離れ、第61迷宮「ザガン」に近づいたトランの民達を迷宮に引きずり込み、迷宮生物を生み出す養分へと変えていた。ザガンのフリをしてアラジン達の前に現れる。歌声で他の迷宮生物を狂暴化させる能力を持つ。「花」の部分を攻撃されてもすぐに回復する。
アラジン達を追い詰めるも、地下にあった本体をモルジアナの「炎翼鉄鎖」に焼き払われ、小さな子供の姿をした最後の「花」を一つ残すだけとなってしまった。命を助けてもらう代わりに宝物庫へと向かう道を教えたが、直後にドゥニヤによって殺される。
ゴーレム
ザガンによって非常に硬い鉱物から作り出された岩の巨人。モルジアナの蹴りが通じないほどの強度を誇るが、一方で魔法攻撃に対しては脆く、互いにぶつかり合うと砕けてしまう。
ネツメグサ
香草としても使われるマメ科の根の長い植物。
マウレニアウサギ
折れ曲がった耳と出っ歯、渦巻状の目が特徴の兎。カタルゴに生息している。見た目は可愛いが自分より弱い者には容赦なく噛み付く。マグノシュタットではコドル6の授業にこれを模した「マウレニアうさぎ跳び」が組まれている。
マウレニアヒヒ
カタルゴに生息する凶暴な大猿。雌でも顔に大きなフランジを持つのが特徴で、周囲の物を利用して身を守るそれなりの知能を持つ。雌の場合、自分がボスと認めた相手には人間であろうと積極的な求愛行動をとり、かなり嫉妬深い。作中ではレームの剣闘獣だったガルダがこの種。また、エリオハプトでは牙や尿が生薬の原料として利用される。
「バアル」の迷宮生物
外伝に登場。第1迷宮「バアル」に生息する竜（ドラゴン）の姿をした迷宮生物。無数の「子竜」と、口から光線を吐いて気に入らない者は同種でも食い殺す残忍な竜の王である「巨竜」の2種類の個体がいる。
ドラコーン率いる約50人の迷宮攻略部隊を子竜が全滅させた。巨竜はダミーである大扉を守っていたが、間欠泉が吹き出るタイミングを予測したシンドバッドによって光線を巨大な間欠泉で跳ね返されて倒された。
ゴーカイウナギ
外伝に登場。イムチャックで捕れる魚。
人喰い蝶
外伝に登場。第6迷宮「ブァレフォール」に生息する青い模様がある桃色の蝶。相手が呼吸できないほど大多数で襲い掛かり、体の至る所を喰らっていく。
オオドモイソギンチャク
外伝に登場。第6迷宮「ブァレフォール」に生息する肉食性の水棲迷宮生物。再生する無数の触手を持ち、人一人丸呑みにできるほど巨大。
ミニフォール
外伝に登場。ジン・ブァレフォールが自身に辿り着いたシンドバッド達への最後の試練として魔力で作った分身。鼻水を垂らした黒い子猫の姿をしている。見た目とは裏腹に脚力に力を集中させているため、かなりの速度で走ることが出来る。
魔獣
外伝に登場。黒ルフによる闇の魔法で人を取り込んで作られる怪物で、素体となった人間の能力でその強さを大きく変動させる。人間を生きたまま核に繋ぎ、その魔力を吸い取って動く。仮に核を破壊されても動力源の人間を新たに核として作り直すことで復活する。
作中ではジャーファル・ヴィッテル・マハドの3人を取り込み、背中から長い手が生えたミノタウロスのような姿で現れた。豪腕による強力な打撃と全てを切り裂く手刀を使うことが出来る。
マンドルル
外伝に登場。エリオハプトの地域だけに群生する植物。見た目は顔があり胸と側面に毛が生えた二股の人参で、生きたまま煎じると頭痛によく効く薬になる他、マウレニアヒヒの小便と共に100日間漬け込むと疲労を瞬時に回復させる丸薬にもなる。胸毛をむしるとこの世のものとは思えない断末魔の叫び声を上げる。植物にも拘わらず動き、満月の夜に砂漠を歩く姿が目撃されている他、エリオハプトの商店街の店先で脱走する様子が見受けられる。
トリリカブト
外伝に登場。エリオハプト原産の植物。目に効く樹液を出す縞模様の蕾を持つ。
ガンメンヒノキ
外伝に登場。エリオハプト原産の植物。頭痛薬になる顔の模様がある樹木。
ギプロス草
外伝に登場。寒冷地に群生する棘状の植物。これと背中に多数の棘が生えたオオフキガエルの体液を混ぜて煎じると死の直前まで症状が現れず体内に痕跡を残さない心臓毒が出来る。

### 食べ物
パパゴレッヤ
シンドリア特産の果物。収穫量はごく少ないが、大陸の商人との間で高額で取引される。
ササムスカ
外伝に登場。ササン産の食べ物。トマトソースの肉団子で、食べ飽きない歯ごたえが特徴。
ペタンチーズ
外伝に登場。ササン産の食べ物。ヤギの乳で作ったさっぱりした味のチーズ。
ペタペタン
外伝に登場。ササン産の食べ物。パンやバタークッキーに蜂蜜をかけた甘いお菓子。
パパナップル
外伝に登場。南海の珍しい果物で、リア・ヴェニス島では串売りで売られている。
クシャリ
外伝に登場。エリオハプト産の食べ物。豆やパスタをスパイシーに絡めたエリオハプトの国民食。安価で何杯でも食べられるほど旨い。
ムルルキーヤ
外伝に登場。エリオハプト産の食べ物。モロヘイヤのスープ。青汁以上の真緑色で美容に良い。
マシュハマム
外伝に登場。エリオハプト産の食べ物。丸ごとの鳩に米や肉、野菜を詰めたグリル。鳩肉は筋肉質。
シンドリア盛り特製ランチプレート
外伝に登場。旧シンドリア王国名物。シンドリアに所縁のあるイムチャック・ササン・アルテミュラ・エリオハプトの旬な食材を詰め込んだランチプレート。
シンドバッド王まんじゅう
外伝に登場。旧シンドリア王国名物。シンドバッドの顔を模した特製のまんじゅう。味はプレーン・チョコ・イチゴの三種類。

### アルマトラン
理想郷（アルマトラン）
「黒の神」によって作られ滅びた世界。ジンやアル・サーメン、そしてアラジンの故郷。ソロモンとアル・サーメンの対立はこの頃から始まっている。作中の世界とは歴史的・空間的な繋がりを持たない別次元であり、この世界の情報はジンすら語ることを許されない。
作中の世界とは違い、多数の知的生命体がバラバラに暮らしていたが、食べ物や住む土地を巡って次第に異種族間の争いが起こった。魔法使いとなった人間が異種族間の争いを治めるものの、価値観・言葉・生態がバラバラの種族が納得する法律を作れず、ソロモンによって一つになるまで混乱は800年続いた。
マギの一人であるアルバ（練玉艶）が魔導士を率いて反乱を起こし、ソロモン及びジンと同化した72人の眷属が迎え撃った。反乱鎮圧寸前で「黒の神」が降臨し全てのルフが失われたことで、生態系が完全に破壊されて水も作物も1000年は育たない事態に陥り、ソロモン国王夫妻をはじめとする多くの人々が死亡してしまった。地下都市や結界内に隠れていた生き残りをウーゴくんが作中の世界（別次元にある豊かな惑星）へ送り出した。
現在は黒い空と赤い大地だけが残り、作中の世界の人々が目にするのは迷宮に出入りする時か、大峡谷を越えた時のみである。
大陸の裂け目
大陸の間にある黒い空間。ウーゴくん曰く「世界として未完成」な場所で既存の物理法則が通用しないため、力魔法で物理法則そのものを操ることができるソロモン以外は自由に行動することができない。ここに原始竜が住んでいる。
イステカ大陸
赤獅子が住んでいる大陸。
ゾハル大陸
この大陸の「シャーマル区画」にある第2絶縁結界で豹頭族と馬人族が暮らしていたが、互いに抵抗軍の魔導士達に唆されて争いになってしまった。
大聖堂府（だいせいどうふ）
魔導士聖教連の本拠地。
神（イラー）
アルマトランの創造主。外見は白いことを除けば「黒の神」と酷似している。詳細はその他を参照。
アルマトランの種族
人間以外にも多数の知的生命体が存在し、その外見は同化が進んだ眷族と似ている。
人間
アルマトランで最弱だった種族。他種族より小柄で強力な武器も持たず、800年前の時点で絶滅寸前でダビデをはじめとする500人しかいなかったが、「神」に魔法を与えられたことで魔法使いとなり、世界を一つにするために理想郷を作ることを誓う。しかし、永きに渡る時間からその志を忘れて計画は頓挫し、800年後には魔導士聖教連を組織し魔法の力を武器に他の異種族を隷属させ圧政を敷いていた。
額には各自が描いた第3の目のペイントがある。魔法によって老化を抑制しているため寿命が延びており、その影響で若々しい外見を保っている（実力のある魔導士ならば何百年も死なず、老人が少ない）。無理に子孫を残す必要もなく繁殖力は低下しているため、子供は少ない。
ソロモンが「神」のルフを分配したことにより「神」からの魔力供給を受けられず、作中の世界の魔導士のように自前のルフしか使うことができなくなり、強力かつ大規模な魔法行使能力を喪失する。一部の者は第3の目を介して「神」の「計画書」の真実を知ってしまい、運命の操り人形に過ぎなかったという事実に絶望して大きな虚無感を抱き、新たに作られたソロモンの意思による運命に従うことに納得できず「八芒星の共同体（アル・サーメン）」を結成し反乱を引き起した。アル・サーメンは黒いルフから魔力を得る方法を身につけたことで強力な魔法を取り戻すが、ソロモンに「黒の神」と一緒に異空間へと封印され肉体を喪失する。
生き残りは新世界でトランの民となる。なお、トラン語とアルマトランにおける人間の共通語は同一のものである。
抵抗軍（レジスタンス）
アルマトランにおいて異種族に圧政を強いる魔導士聖教連に嫌気がさして大魔導府を飛び出した者達で構成された組織。主要メンバーであるソロモンをはじめとした8人の魔導士は神杖を手に愚々塔で異種族に精神破壊魔法をかけていた者達で、それ故自らを「あの塔に力を貸して生き残った罪人」と称している。
5年後の時点では世界の4分の3を解放しているが、神杖が有限であることもあり異種族を自由にしていく毎に内部分裂が激化するジレンマを抱えており、最終的に内部分裂が起こりアルマトランを滅亡へと追い込むことになった。
魔導士聖教連
正式名称は「魔導士聖教会連合」。アルマトランで異種族に圧政を強いていた人間の組織。頂点にはダビデをはじめとする12人の「長老会」がいる。抵抗軍など教義に従わない者を、神意に背く「不浄の者（ダエーフ）」と呼ぶ。
抵抗軍との戦いで追い詰められながらも本拠地を捨てて敵の基地を襲撃するなどの暴挙に及ぶが、最終的に全員が神杖の限界を迎えたため自爆して果てた。
オーク
頭がなく、胴体に4つの目と腕を持つ種族。800年前には人間を食糧にしていた。
鱗狼族（マンティコアぞく）
不屈と創造の民。名前の通り、二対の耳と鱗を持つ狼のような種族。鋭い爪を使って大地を掘り進み、地中に里を作って生活している。800年後の世界では愚々塔の支配下にあったが、ソロモン達によって助けられ仙老族・蛇人族と共に3本の神杖を与えられた。作中では紅炎のジンであり鱗狼族の長でもあるアガレスと子供のモモがこの種族。
ソロモンの意思が上書きされる前に死亡し神の内部に閉じ込められた者たちは、異次元に迷い込んだアリババのために新世界から転がり込んだルフを宿す石を使って彼が精神を宿すために必要な人形を製作した。
仙老族（せんろうぞく）
頭部の長い老人の姿をした種族。鱗狼や蛇人に比べれば小柄。作中ではアリババのジンであるアモンがこの種族。
蛇人族（じゃじんぞく）
蛇のような髪と鱗を持つ巨人の姿をした種族。作中では紅炎のジンであるアシュタロスがこの種族。
鳥人族（ガルーダ）
鳥の翼を持った女性の種族。17歳になったシバによって愚々塔から解放され、馬人族・黒翼族と共同で絶縁結界を張っている。作中では紅炎のジンであるフェニクスがこの種族。
黒翼族（グリフォン）
鳥人族・馬人族と共同で絶縁結界を張っている種族。
馬人族（ケンタウロス）
シマウマを人型にしたような種族。頭が良く、商売を生業とする。
豹頭族（ベルセルク）
豹の頭と尻尾を持つ人型の種族。肉食を行っていた。
赤獅子（あかじし）
鋼の皮膚と真紅の鬣を持つ獣の姿をした種族。イステカ大陸に住む。精神破壊魔法を跳ね返す強靭な生命力を持つ。
強すぎるためウーゴくんの魔法理論でも作中の世界のルールにあてはめきれず、住んでいる大陸ごと作中の世界の南の果て（暗黒大陸）に移動、北大陸へ移住した者はファナリスとなった。南大陸に暮らす者は現在でもアルマトランの姿を保ったまま暗黒大陸で集団生活を送っており、ファナリスとは比べ物にならないほど体に魔力が漲っている。
原始竜族（マザードラゴンぞく）
白い竜のような種族。大陸の裂け目に住んでおり（一体のメスしか生き残っていない）、八千年も生きているアルマトランで最も長寿な種族。博識で様々な言語を知っている。ソロモンを「小さき者」と呼び、かつて魔導士聖教連の命を受けて大陸の裂け目を訪れたソロモンの命を救った。
久々に自分の元を訪ねてきたソロモンに世界の寿命が尽きかけていることを告げる。アルマトラン壊滅後は強すぎるためウーゴくんの魔法理論でも作中の世界のルールにあてはめきれず、住んでいる大陸ごと作中の世界の南の果て（暗黒大陸）に移動した。現在は、暗黒大陸の裂け目にアルマトランの記憶を失いながらも一匹だけで暮らしている。
「黒の神」にダビデの人格が取り憑いて「異変」を起こしていることに気付いていた。暗黒大陸に飛ばされたアリババとジュダルから仲間の元へ戻るために力を貸してほしいと頼まれるが一度は拒否する。しかし、アリババに「自分達には短くても自由に幸せに生きられることが大切」だと諭されて、仲間に対する「想い」を忘れていたことに気付き、アリババの頼みを聞き彼らを背に乗せて暗黒大陸からアラジンのいる世界へと2年で送り届けた。
その後暗黒大陸に避難してきたアラジン達に協力することになり、アラジンの魔法修行を助けた。
神杖（しんじょう）
「神」から送られてくる魔力を大量に受信できる特別な杖。800年前に「神」が世界平和のために人間達に配り、全部で72本ある。現在は魔導士聖教連の長老会が独占しており、主に愚々塔の動力源として使われている。魔力を「神」から受け取りすぎるために杖の主の命を削りとってしまう。使い手の額には「神」から送られてくる魔力を受け取る「第3の目」が現れる。愚々塔の制御装置なしでも使うことができるが、その場合数分間しか力を維持できない。
ウーゴくんの考案で改造された神杖は第3の目と同じ役割を持つ装置が埋め込まれており、これで異種族も魔法が使えるようになった。後にシバとウーゴくんによって金属器作り替えられている。
愚々塔（グヌード）
500年前にダビテと仲間の魔導士達が異種族の領土に建造した巨大な魔法装置。神杖を動力源とする。思考能力を奪う精神感応系魔法を発し、人間以外の知的生命体から知能を奪い意のままに従わせ搾取している。「特異点」であるダビデが思想の異なる異種族を統一支配するために開発した。ウーゴくん曰く「とてつもなく高度で巨大な魔法道具で、少なくとも478900種の魔法構築式が含まれている」らしい。
浮遊戦艦
魔導士聖教連が所有する空中を浮く巨大な戦艦。愚々塔と同じく精神破壊魔法を飛ばし、異種族を操ることができる。
絶縁結界（ぜつえんけっかい）
魔導士に魔法を使えなくする結界。魔導士が「道連れ」として自殺によく使うが、ソロモン達は3本の神杖を使って広大な絶縁結界を張ることで異種族に精神破壊魔法をかけられなくした。あらかじめ60カ所の動力点を用意する必要があり、一つでも破壊されると展開できなくなる。
モガメットが禁術として研究しており、作中では依り代の核となった彼の黒ルフをジュダルが利用することで使用を可能にした。

## 書誌情報

### 単行本
- 大高忍 『マギ』 小学館〈少年サンデーコミックス〉、全37巻
  1. 2009年12月18日発売[小 1]、ISBN 978-4-09-122063-9
  2. 2009年12月18日発売[小 2]、ISBN 978-4-09-122064-6
  3. 2010年3月18日発売[小 3]、ISBN 978-4-09-122196-4
  4. 2010年6月18日発売[小 4]、ISBN 978-4-09-122336-4
  5. 2010年8月18日発売[小 5]、ISBN 978-4-09-122527-6
  6. 2010年10月18日発売[小 6]、ISBN 978-4-09-122629-7
  7. 2011年1月18日発売[小 7]、ISBN 978-4-09-122770-6
  8. 2011年4月18日発売[小 8]、ISBN 978-4-09-122853-6
  9. 2011年7月15日発売[小 9]、ISBN 978-4-09-123198-7
  10. 2011年10月18日発売[小 10]、ISBN 978-4-09-123335-6
  11. 2012年1月18日発売[小 11]、ISBN 978-4-09-123535-0
  12. 2012年4月18日発売[小 12]、ISBN 978-4-09-123648-7
  13. 2012年7月18日発売[小 13]、ISBN 978-4-09-123774-3
  14. 2012年9月18日発売[小 14]、ISBN 978-4-09-123850-4
  15. 2012年11月16日発売[小 15]、ISBN 978-4-09-124009-5
  16. 2013年2月18日発売[小 16]、ISBN 978-4-09-124181-8
  17. 2013年5月17日発売[小 17]、ISBN 978-4-09-124301-0
  18. 2013年9月18日発売[小 18]、ISBN 978-4-09-124383-6
  19. 2013年10月18日発売[小 19]、ISBN 978-4-09-124453-6
  20. 2014年1月17日発売[小 20]、ISBN 978-4-09-124552-6
  21. 2014年4月18日発売[小 21]、ISBN 978-4-09-124621-9
  22. 2014年7月18日発売[小 22]、ISBN 978-4-09-124673-8
    - ドキドキ★堕転ゲーム付き特別版、ISBN 978-4-09-159192-0

  23. 2014年10月17日発売[小 23]、ISBN 978-4-09-125278-4
  24. 2015年1月16日発売[小 24]、ISBN 978-4-09-125557-0
    - ポストカードブック付き特別版、ISBN 978-4-09-159201-9

  25. 2015年4月17日発売[小 25]、ISBN 978-4-09-125810-6
  26. 2015年7月17日発売[小 26]、ISBN 978-4-09-126188-5
    - ラバーストラップ付き限定版、ISBN 978-4-09-159211-8

  27. 2015年10月16日発売[小 27]、ISBN 978-4-09-126469-5
  28. 2016年1月18日発売[小 28]、ISBN 978-4-09-126695-8
  29. 2016年4月12日発売[小 29]、ISBN 978-4-09-127088-7
    - オリジナルバッジ付き限定版、ISBN 978-4-09-159228-6

  30. 2016年7月15日発売[小 30]、ISBN 978-4-09-127318-5
  31. 2016年11月18日発売[小 31]、ISBN 978-4-09-127419-9
  32. 2017年1月18日発売[小 32]、ISBN 978-4-09-127484-7
  33. 2017年4月18日発売[小 33]、ISBN 978-4-09-127557-8
  34. 2017年6月16日発売[小 34]、ISBN 978-4-09-127579-0
  35. 2017年8月18日発売[小 35] ISBN 978-4-09-127683-4
  36. 2017年10月18日発売[小 36] ISBN 978-4-09-127853-1
  37. 2017年11月17日発売[小 37] ISBN 978-4-09-127876-0
- 大高忍 『マギ』小学館〈少年サンデーコミックススペシャル〉、全2巻
  1. 「迷宮編」2012年10月9日発売、ISBN 978-4-09-124078-1
  2. 「草原編&盗賊砦編」2012年11月12日、ISBN 978-4-09-124112-2

### 公式ガイドブック
- 『Alf Laylah wa Laylah マギ ～マギ千夜一夜物語～ サンデー公式ガイド』〈少年サンデーコミックススペシャル〉 2012年9月29日発売[小 38]、ISBN 978-4-09-124079-8
- 『マギ キャラクター大図鑑 ～サディーク～ サンデー公式ガイド』〈少年サンデーコミックススペシャル〉2014年1月17日発売[小 39]、ISBN 978-4-09-124547-2

### 公認アンソロジー
- 『マギ コミックアンソロジー』 ふゅーじょんぷろだくと〈POE BACKS〉、2011年12月24日発売、ISBN 978-4-89393-724-7
非公認のパロディ（二次創作）アンソロジーコミックを中心に発行する「ふゅーじょんぷろだくと」からの発行だが、版権元である小学館の公認を受けている[3]。なお同社にとっては、初の公認アンソロジーコミックとなった[4]。

### 単行本未発売
- 『マギ まじかるギャグ学園』
『月刊コロコロコミック』（小学館）2012年11月号から2013年1月号まで連載された。作者は河本けもん。4コマ漫画を中心とした短編ギャグ漫画。

## マギ シンドバッドの冒険
登場人物の一人・シンドバッドを主人公とし、本編に至るまでの彼の半生を描いた外伝作品。『MAGI シンドバッドの冒険』、『マギ〜シンドバッドの冒険〜』、あるいは単に『シンドバッドの冒険』と表記される場合もある。『週刊少年サンデー』2013年23号 - 30号まで短期連載した後、『裏サンデー』に移籍し同年9月18日から2018年5月2日まで連載された。当初は隔週水曜日の更新だったが、11月20日から前後編構成にすることで毎週連載される形になった。2014年12月より小学館のコミックアプリ、マンガワンでも連載されることとなった。漫画は大寺義史が担当している。
また、テレビアニメ第1期のBlu-ray Disc / DVD 第1巻の完全生産限定版には、本作のプロトタイプとなる、70ページの描き下ろし漫画が特典として付属していた。
特別版にはOVAが付属している。
- 大高忍（原作）、大寺義史（作画） 『マギ シンドバッドの冒険』 小学館〈裏少年サンデーコミックス〉、全19巻
  1. 2013年9月18日発売[小 40]、ISBN 978-4-09-124390-4
  2. 2014年1月17日発売[小 41]、ISBN 978-4-09-124596-0
  3. 2014年5月16日発売[小 42]、ISBN 978-4-09-124692-9
    - OVA付き特別版、ISBN 978-4-09-941827-4

  4. 2014年8月18日発売[小 43]、ISBN 978-4-09-125219-7
    - オリジナルアニメDVD付き特別版、ISBN 978-4-09-941835-9

  5. 2014年12月18日発売[小 44]、ISBN 978-4-09-125548-8
    - オリジナルアニメDVD付き特別版、ISBN 978-4-09-941848-9

  6. 2015年4月17日発売[小 45]、ISBN 978-4-09-126037-6
    - オリジナルアニメDVD付き特別版、ISBN 978-4-09-941856-4

  7. 2015年7月17日発売[小 46]、ISBN 978-4-09-126266-0
    - オリジナルアニメDVD付き特別版、ISBN 978-4-09-941858-8

  8. 2015年10月16日発売[小 47]、ISBN 978-4-09-126590-6
  9. 2016年4月12日発売[小 48]、ISBN 978-4-09-127225-6
  10. 2016年5月18日発売[小 49]、ISBN 978-4-09-127263-8
    - Wラバーストラップつき限定版!!!、ISBN 978-4-09-159227-9

  11. 2016年11月18日発売[小 50]、ISBN 978-4-09-127395-6
  12. 2017年1月18日発売[小 51]、ISBN 978-4-09-127443-4
  13. 2017年4月18日発売[小 52]、ISBN 978-4-09-127590-5
  14. 2017年6月16日発売[小 53]、ISBN 978-4-09-127645-2
  15. 2017年8月18日発売[小 54]、ISBN 978-4-09-127756-5
  16. 2017年11月17日発売[小 55]、ISBN 978-4-09-128024-4
  17. 2018年2月19日発売[小 56]、ISBN 978-4-09-128167-8
  18. 2018年7月19日発売[小 57][注 9]、ISBN 978-4-09-128427-3
  19. 2018年7月19日発売[小 58]、ISBN 978-4-09-128428-0
- 『マギ シンドバッドの冒険 公式ファンブック チームシンドリア今昔物語』〈裏少年サンデーコミックススペシャル〉2016年6月17日発売[小 59]、ISBN 978-4-09-127267-6

## アニメ

### 本編
第1期の放送開始1週間前の2012年9月30日、特別番組『話題沸騰!! マンガ『マギ』に魅せられた人、大集合SP』が放送された。出演は山里亮太（南海キャンディーズ）、松井玲奈（SKE48）、ヒデ（ペナルティ）、鈴木奈々、金子貴俊、喜屋武ちあき。進行は山本匠晃（TBSアナウンサー）。この特別番組でメインキャストが初めて発表された。
第1期は2012年10月7日から2013年3月31日までMBS・TBS系列日曜17:00枠にて原作の「シンドリア編」までが放送された。全25話。副題は『The labyrinth of magic』。
MBS製作アニメでは『おそ松くん（第1作）』以来実に45年ぶり、TBS系列としても『ウメ星デンカ』以来43年ぶりの『週刊少年サンデー』連載漫画原作のアニメ作品となり、日5枠では初の週刊連載漫画原作のアニメ作品となる。なお、作品には「小学館創業90周年記念企画」と銘打たれている。
連動データ放送において、全国同時ネットのテレビアニメ作品では史上初となるTwitter連動を実施。ハッシュタグ“ #magi ”を用いたツイートの一部が（若干フィルタリングされて）随時表示される。
第1期最終回で続編「マグノシュタット編」の制作が発表。当初、媒体は未定で2013年秋にリリース予定とされていたが、後にTVシリーズ第2期としての放送が決定し、第1期同様にMBS・TBS系列日曜17:00枠にて2013年10月6日から2014年3月30日まで放送された。また、副題が『The kingdom of magic』に変更された。

#### スタッフ
- 原作 - 大高忍（小学館「週刊少年サンデー」連載中）
- 監督 - 舛成孝二
- シリーズ構成 - 吉野弘幸
- シリーズ演出 - 林直孝（第1期）、倉田綾子（第2期）
- 助監督 - 林直孝（第2期）
- キャラクターデザイン - 赤井俊文
- プロップデザイン - 宮川治雄
- コンセプトデザイン - 竹内志保
- エフェクトアニメーション - 橋本敬史
- 美術監督 - 川本亜夕、前塚太一（第1期）
- 美術設定 - 谷内優穂
- 色彩設計 - 鈴木依里
- 撮影監督 - 関谷能弘
- 3DCGディレクター - 長澤洋二（第1期第13話 - 第25話）、塩野英光（第2期）
- 編集 - 三嶋章紀
- 音響監督 - 菊田浩巳
- 音楽 - 鷺巣詩郎
- プロデューサー - 斎藤朋之、清水博之、落越友則、斎藤俊輔、丸山博雄、前田俊博（第2期）
- アニメーションプロデューサー - 清水暁
- 制作 - A-1 Pictures
- 製作 - マギ製作委員会［アニプレックス、小学館、電通、ムービック、GYAO（第1期）、アニマティック（第2期）］、MBS

#### 主題歌
オープニング映像およびエンディング映像の下部には歌詞字幕が表示される。

##### 第1期
「V.I.P」
第1クールオープニングテーマ。作詞はマオ、作曲は御恵明希、編曲・歌はシド。
「瞬く星の下で」
第2クールオープニングテーマ。作詞・作曲は新藤晴一、編曲は田中ユウスケ、立崎優介、Porno Graffitti、歌はポルノグラフィティ。
「指望遠鏡」
第1クールエンディングテーマ。作詞は秋元康、作曲は北室龍馬、編曲は木村有希、歌は乃木坂46。
「The Bravery」
第2クールエンディングテーマ。作詞・作曲・編曲はryo、歌はsupercell。

##### 第2期
「ANNIVERSARY」
第1クールオープニングテーマ。作詞はマオ、作曲は御恵明希、編曲・歌はシド。
「光-HIKARI-」
第2クールオープニングテーマ。作詞はシン、作曲は零乃、編曲はViViD、岸利至、歌はViViD。
「エデン」
第1クールエンディングテーマ。作詞・作曲は太志、歌はAqua Timez。
「With You/With Me」
第2クールエンディングテーマ。作詞・作曲はOZO、編曲はtasuku tohyama、歌は9nine。

#### 各話リスト
| 話数   | サブタイトル           | 脚本                | 絵コンテ              | 演出                       | 作画監督                                                            | 総作画監督      | 放送日         |
| 第1期  | 第1期                  | 第1期               | 第1期                 | 第1期                      | 第1期                                                               | 第1期           | 第1期          |
| ------ | ---------------------- | ------------------- | --------------------- | -------------------------- | ------------------------------------------------------------------- | --------------- | -------------- |
| 第1夜  | アラジンとアリババ     | 吉野弘幸            | 舛成孝二              | 林直孝                     | 赤井俊文                                                            | 赤井俊文        | 2012年 10月7日 |
| 第2夜  | 迷宮組曲               | 吉野弘幸            | 林直孝                | 間島崇寛 高橋英俊          | 酒井智史、近岡直 吉田尚人、南伸一郎 倉田綾子                        | 赤井俊文        | 10月14日       |
| 第3夜  | 創世の魔法使い         | 吉野弘幸            | 中山奈緒美 関谷真実子 | 近藤一英                   | 宇佐美皓一、佐藤篤志 藤原利恵                                       | 赤井俊文        | 10月21日       |
| 第4夜  | 草原の民               | 加藤陽一            | 小寺勝之              | 清水一伸                   | 田中紀衣                                                            | 赤井俊文        | 10月28日       |
| 第5夜  | 迷宮攻略者             | 柿村イサナ          | 小寺勝之              | 林直孝                     | 服部憲知                                                            | 赤井俊文        | 11月4日        |
| 第6夜  | 戦闘民族ファナリス     | 横谷昌宏            | 小島正幸              | 高島大輔                   | 濱口頌平、中島美子                                                  | 赤井俊文        | 11月11日       |
| 第7夜  | その名はシンドバッド   | 吉野弘幸            | 神戸守                | 柳屋圭宏                   | 小松麻美、酒井智史                                                  | 赤井俊文        | 11月18日       |
| 第8夜  | 守れない約束           | 横谷昌宏            | 山本寛                | 高橋英俊                   | 藤原利恵、河野真貴                                                  | 赤井俊文        | 11月25日       |
| 第9夜  | 王子の責任             | 吉野弘幸            | 豊増隆寛              | かわこしたかひろ           | 清山滋崇、鈴木信一 林恰君                                           | 赤井俊文        | 12月2日        |
| 第10夜 | その名はジュダル       | 加藤陽一            | こでらかつゆき        | 長町英樹                   | 宇佐美皓一、坂本龍典 崎本さゆり                                     | 赤井俊文        | 12月9日        |
| 第11夜 | 新たなる来訪者         | 柿村イサナ          | こでらかつゆき        | 村山靖                     | 清水恵蔵、島田英明                                                  | 赤井俊文        | 12月16日       |
| 第12夜 | 決意と決別             | 吉野弘幸            | 倉田綾子              | 倉田綾子                   | 佐藤篤志、黒木美幸                                                  | 赤井俊文        | 12月23日       |
| 第13夜 | 反逆の王子             | 吉野弘幸            | 岡村天斎              | 間島崇寛                   | 井嶋けい子、酒井智史 関口雅浩                                       | 赤井俊文        | 2013年 1月6日  |
| 第14夜 | アリババの答え         | 横谷昌宏            | 沢村塁                | 若野哲也                   | 田中紀衣                                                            | 赤井俊文        | 1月13日        |
| 第15夜 | カシムの答え           | 加藤陽一            | 竹内浩志              | 竹内浩志                   | 西澤千恵、宇佐美皓一                                                | 赤井俊文        | 1月20日        |
| 第16夜 | ソロモンの知恵         | 柿村イサナ          | 柳瀬雄之              | 柳瀬雄之                   | 関口雅浩                                                            | 赤井俊文        | 1月27日        |
| 第17夜 | 笑顔                   | 吉野弘幸            | 倉田綾子              | 倉田綾子                   | 藤澤俊幸、落合瞳                                                    | 赤井俊文        | 2月3日         |
| 第18夜 | シンドリア王国         | 吉野弘幸            | 林直孝                | 林直孝                     | 西澤千恵、酒井智史 熊谷勝弘、宇佐美皓一                             | 赤井俊文        | 2月10日        |
| 第19夜 | ホシの名はシンドバッド | 加藤陽一            | 小寺勝之              | 長町英樹                   | 栗原優、海堂ヒロユキ 石井ゆみ子                                     | 赤井俊文        | 2月17日        |
| 第20夜 | 王子と皇子             | 横谷昌宏            | 稲垣隆行              | 中杉徹                     | 熊膳貴志                                                            | 赤井俊文        | 2月24日        |
| 第21夜 | 迷宮ザガン             | 柿村イサナ          | 福田道生              | 間島崇寛                   | 村田俊治、黒木美幸                                                  | 赤井俊文        | 3月3日         |
| 第22夜 | 炎の眷属               | 吉野弘幸            | 小寺勝之              | 若野哲也                   | 田中紀衣、熊谷勝弘                                                  | 赤井俊文        | 3月10日        |
| 第23夜 | 鬨の声                 | 吉野弘幸            | 玉川真人              | 高橋英俊                   | 井嶋けい子、酒井智史 海堂ひろゆき                                   | 赤井俊文        | 3月17日        |
| 第24夜 | 堕転                   | 吉野弘幸            | 竹内浩志 増井壮一     | 竹内浩志 春藤佳奈          | 宇佐美皓一、折井一雅 西澤千恵、大河内忍 栗原優、石井ゆみ子 藤部生馬 | 赤井俊文        | 3月24日        |
| 第25夜 | アリババとアラジン     | 吉野弘幸            | 倉田綾子 舛成孝二     | 倉田綾子 長町英樹          | 赤井俊文                                                            | 赤井俊文        | 3月31日        |
| 第2期  |                        |                     |                       |                            |                                                                     |                 |                |
| 第1話  | 旅立ちの予感           | 吉野弘幸            | 倉田綾子              | 倉田綾子 岩月甚            | 赤井俊文                                                            | 落合瞳 小松麻美 | 2013年 10月6日 |
| 第2話  | 旅立ち                 | 吉野弘幸            | 福田道生              | 高橋英俊                   | 栗原優、折井一雅                                                    | 落合瞳 小松麻美 | 10月13日       |
| 第3話  | 出航                   | 柿村イサナ 吉野弘幸 | 長町英樹              | 長町英樹                   | 西澤千恵、黒木美幸                                                  | 落合瞳 小松麻美 | 10月20日       |
| 第4話  | 海賊                   | 柿村イサナ          | 黒沢守                | 間島崇寛                   | 宇佐美皓一                                                          | 落合瞳 小松麻美 | 10月27日       |
| 第5話  | 母                     | 加藤陽一            | 林直孝                | 林直孝                     | 河合拓也                                                            | 赤井俊文        | 11月3日        |
| 第6話  | 優しい人               | 花田十輝            | 宮尾佳和              | 赤城博昭                   | 関根昌之                                                            | 小松麻美        | 11月10日       |
| 第7話  | 練紅覇登場             | 横谷昌宏            | 平池芳正              | 岩月甚                     | 折井一雅、黒木美幸                                                  | 落合瞳          | 11月17日       |
| 第8話  | 特訓の日々             | 柿村イサナ          | 神戸守                | 高橋英俊                   | 髙田晃、伊藤智子                                                    | 小松麻美        | 11月24日       |
| 第9話  | レーム帝国             | 吉野弘幸            | 中山奈緒美            | 間島崇寛                   | 三木俊明、村上真紀                                                  | 赤井俊文        | 12月1日        |
| 第10話 | 最高司祭               | 吉野弘幸            | 古川順康              | 政木伸一                   | 鈴木奈都子                                                          | 落合瞳          | 12月8日        |
| 第11話 | 大峡谷                 | 加藤陽一            | 竹内浩志              | 渡部周                     | 海保仁美、板倉喜代美                                                | 小松麻美        | 12月15日       |
| 第12話 | 新たなる皇帝           | 加藤陽一            | 倉田綾子              | 長町英樹                   | 宇佐美皓一、栗原優                                                  | 赤井俊文        | 12月22日       |
| 第13話 | ティトス・アレキウス   | 吉野弘幸            | 黒沢守                | 林直孝                     | 河合拓也、濱口明 末澤慧                                             | 落合瞳          | 2014年 1月5日  |
| 第14話 | 隠された民             | 吉野弘幸            | 春藤佳奈              | 春藤佳奈                   | 野々下いおり、西澤千恵 広尾佳奈子                                   | 赤井俊文        | 1月12日        |
| 第15話 | 魔導士の国             | 横谷昌宏            | 神戸守                | 川越嵩弘                   | 黒木美幸、折井一雅                                                  | 小松麻美        | 1月19日        |
| 第16話 | 残された命             | 加藤陽一            | 坂田純一              | 渡辺周                     | 海保仁美、山崎輝彦 板倉喜代美、西川雅史 大森理恵、落合麻衣子        | 落合瞳          | 1月26日        |
| 第17話 | 宣戦布告               | 柿村イサナ          | 倉田綾子              | 岩月甚                     | 伊藤智子、熊田明子                                                  | 小松麻美        | 1月26日        |
| 第18話 | レームの脅威           | 吉野弘幸            | 福田道生              | 高橋英俊                   | 宇佐美皓一、小谷杏子                                                | 落合瞳          | 2月2日         |
| 第19話 | 本物のマギ             | 横谷昌宏            | 阿部記之              | 鈴木行                     | 廣瀬智仁、成川多加志 相坂ナオキ、徳田夢之介 李少雷                  | 赤井俊文        | 2月9日         |
| 第20話 | 再会                   | 柿村イサナ          | 黒沢守                | 間島崇寛                   | 野々下いおり、西澤千恵                                              | 小松麻美        | 2月23日        |
| 第21話 | 王の器                 | 加藤陽一            | 関谷真実子 中山奈緒美 | 川越崇弘                   | 小田多恵子、武内啓 福士真由美                                       | 落合瞳          | 3月2日         |
| 第22話 | 守りたいもの           | 横谷昌宏            | 小島正幸              | 岩月甚                     | 伊藤智子、折井一雅 広尾佳奈子                                       | 小松麻美        | 3月9日         |
| 第23話 | 魔装戦士たち           | 柿村イサナ          | 福田道生              | 渡辺周                     | 板倉喜代美、西川雅史 池田竜也、海保仁美 山崎輝彦                    | 落合瞳          | 3月16日        |
| 第24話 | 滅亡の時               | 吉野弘幸            | 京田知己              | 林直孝                     | 宇佐美皓一、髙田晃 栗原優、三木俊明 濱口明                          | 小松麻美        | 3月23日        |
| 第25話 | おかえりなさい         | 吉野弘幸            | 倉田綾子              | 長町英樹 高橋英俊 間島崇寛 | 赤井俊文                                                            | 赤井俊文        | 3月30日        |

#### 放送局
| 放送期間                                        | 放送時間                              | 放送局                              | 対象地域 | 備考                                    |
| ----------------------------------------------- | ------------------------------------- | ----------------------------------- | -------- | --------------------------------------- |
| 2012年10月7日 - 2013年3月31日                   | 日曜 17:00 - 17:30                    | 毎日放送（製作局）ほかTBS系列全28局 | 日本国内 | 字幕放送 / 連動データ放送               |
| 2013年2月25日 - 4月29日 2013年5月10日 - 8月23日 | 月曜 19:00 - 19:30 金曜 19:00 - 19:30 | アニマックス                        | 日本全域 | BS/CS放送 / 字幕放送 / リピート放送あり |

| 配信期間                       | 配信時間           | 配信サイト         | 備考                        |
| ------------------------------ | ------------------ | ------------------ | --------------------------- |
| 2012年10月14日 - 2013年4月7日  | 日曜 16:30 - 17:00 | みんなでストリーム |                             |
| 2012年10月28日 - 2013年4月21日 | 日曜 0:00 更新     | GYAO!              |                             |
|                                | 日曜 12:00 更新    | バンダイチャンネル |                             |
| 2016年9月26日 - 9月29日        | 毎日 23:00 -       | AbemaTV            | 一挙配信 / リピート配信あり |

| 放送期間                     | 放送時間                    | 放送局  | 対象地域 | 備考                                                                  |
| ---------------------------- | --------------------------- | ------- | -------- | --------------------------------------------------------------------- |
| 2012年10月9日 - 2013年4月2日 | 火曜 23:00 - 23:30          | ANIPLUS | 韓国全域 | CS/IP/ケーブル放送 / ネット配信 15歳以上視聴可で放送 / 韓国語字幕あり |
| 2012年11月 - 2013年5月       | 木曜 22:00 - 22:30（UTC+8） | J2      | 香港     | 広東語・日本語二ヶ国語放送 リピート放送あり / 繁体字字幕あり          |

| 放送期間                       | 放送時間           | 放送局                              | 対象地域 | 備考                                    |
| ------------------------------ | ------------------ | ----------------------------------- | -------- | --------------------------------------- |
| 2013年10月6日 - 2014年3月30日  | 日曜 17:00 - 17:30 | 毎日放送（製作局）ほかTBS系列全28局 | 日本国内 | 字幕放送 / 連動データ放送               |
| 2013年11月19日 - 2014年5月27日 | 火曜 19:30 - 20:00 | アニマックス                        | 日本全域 | BS/CS放送 / 字幕放送 / リピート放送あり |

| 配信期間                       | 配信時間        | 配信サイト         | 備考 |
| ------------------------------ | --------------- | ------------------ | ---- |
| 2013年10月20日 - 2014年4月13日 | 日曜 更新       | GYAO!              |      |
| 2013年10月27日 - 2014年4月20日 | 日曜 12:00 更新 | バンダイチャンネル |      |

| 放送期間                     | 放送時間           | 放送局  | 対象地域 | 備考                                                                  |
| ---------------------------- | ------------------ | ------- | -------- | --------------------------------------------------------------------- |
| 2013年10月8日 - 2014年4月1日 | 火曜 22:30 - 23:00 | ANIPLUS | 韓国全域 | CS/IP/ケーブル放送 / ネット配信 15歳以上視聴可で放送 / 韓国語字幕あり |

#### Blu-ray / DVD
第1期のBlu-ray、およびDVDが2013年1月30日から9月25日まで順次発売された。全10巻。各巻Blu-ray Disc完全生産限定版、DVD完全生産限定版、DVD通常版の3種リリースである。完全生産限定版の映像特典として、アニメの声優陣によるオーディオコメンタリー、ノンクレジットオープニングおよびノンクレジットエンディング（第1巻）を収録。各巻完全生産限定版にはマギシール3枚、8Pブックレット、描き下ろし漫画（第1巻、70P）を同梱。
| 巻数 | 発売日        | 収録話          | オーディオコメンタリー             | 規格品番     | 規格品番     | 規格品番  |
| 巻数 | 発売日        | 収録話          | オーディオコメンタリー             | BD限定版     | DVD限定版    | DVD通常版 |
| ---- | ------------- | --------------- | ---------------------------------- | ------------ | ------------ | --------- |
| 1    | 2013年1月30日 | 第1話 - 第2話   | 石原夏織、梶裕貴、戸松遥           | ANZX-6911/12 | ANZB-6911/12 | ANSB-6911 |
| 2    | 2013年2月6日  | 第3話 - 第4話   | 石原夏織、水樹奈々、瀬戸麻沙美     | ANZX-6913/14 | ANZB-6913/14 | ANSB-6913 |
| 3    | 2013年2月27日 | 第5話 - 第7話   | 小野大輔、櫻井孝宏、細谷佳正       | ANZX-6915/16 | ANZB-6915/16 | ANSB-6915 |
| 4    | 2013年3月27日 | 第8話 - 第10話  | 石原夏織、梶裕貴、木村良平         | ANZX-6917/18 | ANZB-6917/18 | ANSB-6917 |
| 5    | 2013年4月24日 | 第11話 - 第13話 | 小野大輔、花澤香菜、鈴村健一       | ANZX-6919/20 | ANZB-6919/20 | ANSB-6919 |
| 6    | 2013年5月22日 | 第14話 - 第15話 | 石原夏織、森川智之、三木眞一郎     | ANZX-6921/22 | ANZB-6921/22 | ANSB-6921 |
| 7    | 2013年6月26日 | 第16話 - 第17話 | 梶裕貴、福山潤、木村良平           | ANZX-6923/24 | ANZB-6923/24 | ANSB-6923 |
| 8    | 2013年7月24日 | 第18話 - 第20話 | 小野大輔、森久保祥太郎、堀江由衣   | ANZX-6925/26 | ANZB-6925/26 | ANSB-6925 |
| 9    | 2013年8月21日 | 第21話 - 第23話 | 石原夏織、梶裕貴、戸松遥           | ANZX-6927/28 | ANZB-6927/28 | ANSB-6927 |
| 10   | 2013年9月25日 | 第24話 - 第25話 | 石原夏織、梶裕貴、戸松遥、小野賢章 | ANZX-6929/30 | ANZB-6929/30 | ANSB-6929 |

| 巻数 | 発売日         | 収録話          | オーディオコメンタリー         | 規格品番     | 規格品番     | 規格品番  |
| 巻数 | 発売日         | 収録話          | オーディオコメンタリー         | BD限定版     | DVD限定版    | DVD通常版 |
| ---- | -------------- | --------------- | ------------------------------ | ------------ | ------------ | --------- |
| 1    | 2014年1月22日  | 第1話 - 第2話   | 石原夏織、梶裕貴、戸松遥       | ANZX-9251/52 | ANZB-9251/52 | ANSB-9251 |
| 2    | 2014年2月26日  | 第3話 - 第4話   | 石原夏織、小野賢章、久川綾     | ANZX-9253/54 | ANZB-9253/54 | ANSB-9253 |
| 3    | 2014年3月26日  | 第5話 - 第7話   | 石原夏織、梶裕貴、柿原徹也     | ANZX-9255/56 | ANZB-9255/56 | ANSB-9255 |
| 4    | 2014年4月23日  | 第8話 - 第10話  | 石原夏織、逢坂良太、井上喜久子 | ANZX-9257/58 | ANZB-9257/58 | ANSB-9257 |
| 5    | 2014年5月28日  | 第11話 - 第13話 | 石原夏織、中村悠一、伊藤美紀   | ANZX-9259/60 | ANZB-9259/60 | ANSB-9259 |
| 6    | 2014年6月25日  | 第14話 - 第15話 | 石原夏織、松岡禎丞、チョー     | ANZX-9261/62 | ANZB-9261/62 | ANSB-9261 |
| 7    | 2014年7月23日  | 第16話 - 第17話 | 石原夏織、坂本真綾、チョー     | ANZX-9263/64 | ANZB-9263/64 | ANSB-9263 |
| 8    | 2014年8月27日  | 第18話 - 第19話 | 石原夏織、宮野真守、谷山紀章   | ANZX-9265/66 | ANZB-9265/66 | ANSB-9265 |
| 9    | 2014年9月24日  | 第20話 - 第21話 | 石原夏織、松岡禎丞、柿原徹也   | ANZX-9267/68 | ANZB-9267/68 | ANSB-9267 |
| 10   | 2014年10月22日 | 第22話 - 第23話 | 石原夏織、中村悠一、伊藤美紀   | ANZX-9269/70 | ANZB-9269/70 | ANSB-9269 |
| 11   | 2014年11月26日 | 第24話 - 第25話 |                                | ANZX-9271/72 | ANZB-9271/72 | ANSB-9271 |

#### CD
| 発売日         | タイトル                                       | 規格品番     |
| -------------- | ---------------------------------------------- | ------------ |
| 2012年12月26日 | マギ キャラクターソング01                      | SVWC-7916    |
| 2013年3月27日  | MAGI SOUNDTRACK 〜Up to the volume on Balbad〜 | SVWC-7939    |
| 2014年1月22日  | MAGI SOUNDTRACK 〜To the kingdom of magic〜    | SVWC-7984    |
| 2014年6月4日   | THE BEST OF MAGI                               | SVWC-7995〜7 |

#### WEBラジオ
『マギラジ 〜キャラバン〜』のタイトルで、2012年10月7日から2013年4月21日まで、アニメイトTVにて配信された。日曜のアニメ本放送終了後に更新される。開始1週間前の9月30日には第0夜がプレ配信された。
パーソナリティは毎回アニメのキャストの交代制で行われる。
| 回数   | パーソナリティ                                             |
| ------ | ---------------------------------------------------------- |
| 第0夜  | 石原夏織（アラジン 役）、梶裕貴（アリババ・サルージャ 役） |
| 第1夜  | 石原夏織（アラジン 役）、梶裕貴（アリババ・サルージャ 役） |
| 第2夜  | 梶裕貴、木村良平（ジュダル 役）                            |
| 第3夜  | 梶裕貴、木村良平（ジュダル 役）                            |
| 第4夜  | 森川智之（ウーゴくん 役）、近藤孝行（ドルジ 役）           |
| 第5夜  | 森川智之（ウーゴくん 役）、近藤孝行（ドルジ 役）           |
| 第6夜  | 石原夏織、小野大輔（シンドバッド 役）                      |
| 第7夜  | 小野大輔、赤羽根健治（Mナンド 役）                         |
| 第8夜  | 志村知幸（Sナンド 役）、福原耕平（Lナンド 役）、赤羽根健治 |
| 第9夜  | 戸松遥（モルジアナ 役）、渡辺明乃（ザイナブ 役）           |
| 第10夜 | 石原夏織、木村良平                                         |
| 第11夜 | 石原夏織、木村良平                                         |
| 第12夜 | 野島裕史（サブマド 役）、松本保典（バルカーク 役）         |
| 第13夜 | 野島裕史（サブマド 役）、松本保典（バルカーク 役）         |
| 第14夜 | 櫻井孝宏（ジャーファル 役）、細谷佳正（マスルール 役）     |
| 第15夜 | 櫻井孝宏（ジャーファル 役）、細谷佳正（マスルール 役）     |
| 第16夜 | 梶裕貴、福山潤（カシム 役）                                |
| 第17夜 | 梶裕貴、福山潤（カシム 役）                                |
| 第18夜 | 森久保祥太郎（シャルルカン 役）、堀江由衣（ヤムライハ 役） |
| 第19夜 | 小野大輔、森久保祥太郎                                     |
| 第20夜 | 梶裕貴、小野賢章（練白龍 役）                              |
| 第21夜 | 小野賢章、高橋広樹（ザガン 役）                            |
| 第22夜 | 石原夏織、三木眞一郎（イスナーン 役）                      |
| 第23夜 | 石原夏織、三木眞一郎（イスナーン 役）                      |
| 第24夜 | 石原夏織、梶裕貴、戸松遥                                   |
| 第25夜 | 石原夏織、梶裕貴、戸松遥                                   |
| 第26夜 | 石原夏織、梶裕貴                                           |

ラジオCD
| 巻 | 発売日        | 収録回          | 規格品番  | 規格品番  |
| 巻 | 発売日        | 収録回          | 限定版    | 通常盤    |
| -- | ------------- | --------------- | --------- | --------- |
| 1  | 2013年4月12日 | 第0夜 - 第8夜   | MAGR-0001 | MAGR-0002 |
| 2  | 2013年5月24日 | 第9夜 - 第17夜  | MAGR-0003 | MAGR-0004 |
| 3  | 2013年7月21日 | 第19夜 - 第26夜 | MAGR-0005 | MAGR-0006 |

### マギ シンドバッドの冒険（アニメ）
大寺義史による外伝漫画のアニメ化作品。OVAは単行本『マギ シンドバッドの冒険』第3巻 - 第7巻特別版付属DVDに収録された。ナレーションは中井和哉が担当。
2015年9月30日にテレビアニメ化が発表され、2016年4月より7月までMBS他『アニメイズム』B2枠にて放送された。放送局はBS-TBSでの放送が追加された一方で、地上波は本編よりも大幅に縮小された。内容は、第1話は新規放送、第2話から第6話はOVA版を加筆・修正したもの、第7話以降は新規放送となっている。

#### スタッフ（シンドバッド）
- 原作 - 大高忍、大寺義史（小学館「裏サンデー」連載中）
- 監督 - 宮尾佳和
- シリーズ構成・脚本 - 岸本卓
- キャラクターデザイン・総作画監督 - 佐古宗一郎
- コンセプトデザイン - 田中俊成、枝松聖、大山裕之
- ジン・クリーチャーデザイン - 富岡隆司
- プロップデザイン - 福永純一
- 美術監督 - 青井孝
- 美術設定 - 藤井一志、青井孝
- 色彩設計 - 岩沢れい子
- 撮影監督 - 宋賢大
- 編集 - 定松剛
- 音響監督 - 飯田里樹
- 音楽 - 大久保友裕
- 音楽プロデューサー - 相馬一博、外村敬一
- プロデューサー - 岡本順哉、斎藤俊輔、米内則智、前田俊博
- アニメーション制作 - Lay-duce
- 製作 - AOS PROJECT（小学館、アニプレックス）、MBS

#### 主題歌（シンドバッド）
「スポットライト」
テレビ放送版オープニングテーマ。作詞・作曲は堀江晶太、編曲は堀江晶太とPENGUIN RESEARCH、歌はPENGUIN RESEARCH。
「ポラリス」
テレビ放送版エンディングテーマ。作詞・作曲は金澤ダイスケ、編曲・歌はフジファブリック。

#### 放送局（シンドバッド）
| 放送期間               | 放送時間                     | 放送局       | 対象地域   | 備考             |
| ---------------------- | ---------------------------- | ------------ | ---------- | ---------------- |
| 2016年4月17日 - 7月3日 | 日曜 0:30 - 1:00（土曜深夜） | BS-TBS       | 日本全域   |                  |
| 2016年4月23日 -7月2日  | 土曜 2:25 - 2:55（金曜深夜） | TBSテレビ    | 関東広域圏 |                  |
|                        | 土曜 2:40 - 3:10（金曜深夜） | 毎日放送     | 近畿広域圏 | 製作局           |
|                        | 土曜 3:19 - 3:49（金曜深夜） | CBCテレビ    | 中京広域圏 |                  |
| 2016年7月4日 - 9月26日 | 月曜 22:00 - 22:30           | アニマックス | 日本全域   | リピート放送あり |

#### 各話リスト（シンドバッド）
| 話数  | サブタイトル                         | 絵コンテ | 演出              | 作画監督                                  | 収録巻 |
| ----- | ------------------------------------ | -------- | ----------------- | ----------------------------------------- | ------ |
| 第1話 | 迷宮（ダンジョン）バアル攻略篇・前篇 | 宮尾佳和 | 宮尾佳和          | 佐古宗一郎                                | 第3巻  |
| 第2話 | 迷宮（ダンジョン）バアル攻略篇・後篇 | 坂上五郎 | 宮尾佳和 夕澄慶英 | 西野文那                                  | 第4巻  |
| 第3話 | 迷宮ブァレフォール攻略篇・前篇       | 宮尾佳和 | 平林拓真          | 坪山圭一、佐古宗一郎                      | 第5巻  |
| 第4話 | 迷宮ブァレフォール攻略篇・中篇       | 宮尾佳和 | 安斎剛文          | 坪山圭一、熊膳貴志 富岡隆司（アクション） | 第6巻  |
| 第5話 | 迷宮ブァレフォール攻略篇・後篇       | 宮尾佳和 | 大西景介          | 坪山圭一、白井英介                        | 第7巻  |

| 話数   | サブタイトル         | 絵コンテ          | 演出     | 作画監督                                |
| ------ | -------------------- | ----------------- | -------- | --------------------------------------- |
| 第1話  | 運命の子             | 宮尾佳和          | 藤井康晶 | 井上和俊                                |
| 第2話  | 船乗りシンドバッド   | 宮尾佳和          | 宮尾佳和 | 佐古宗一郎                              |
| 第3話  | 迷宮バアル           | 宮尾佳和 坂上五郎 | 夕澄慶英 | 西野文那                                |
| 第4話  | ひとつめの海         | 宮尾佳和          | 平林拓真 | 坪山圭一、佐古宗一郎                    |
| 第5話  | 王の資質             | 宮尾佳和          | 安斎剛文 | 坪山圭一、熊膳貴志 富岡隆司(アクション) |
| 第6話  | 居場所               | 宮尾佳和          | 大西景介 | 坪山圭一、白井英介                      |
| 第7話  | 商人シンドバッド     | 宮尾佳和          | 政木伸一 | 白井英介                                |
| 第8話  | 眷属器               | 宮尾佳和          | 山岸大悟 | 坪山圭一                                |
| 第9話  | 清浄の地ササン       | 宮尾佳和          | 神保洋介 | 米澤彩織、小野田貴之                    |
| 第10話 | 世界を変える力       | 宮尾佳和          | 安部元宏 | 小澤円                                  |
| 第11話 | 天空都市アルテミュラ | 宮尾佳和 飯田崇   | 熊膳貴志 | 中野ゆうき、白井英介                    |
| 第12話 | 魔装vs魔装           | 宮尾佳和          | 藤井康晶 | 井上和俊、富岡隆司                      |
| 第13話 | マギ                 | 宮尾佳和          | 安部元宏 | 坪山圭一                                |

#### Blu-ray / DVD（シンドバッド）
| 巻数 | 発売日        | 規格品番     | 規格品番     |
| 巻数 | 発売日        | BD           | DVD          |
| ---- | ------------- | ------------ | ------------ |
| BOX  | 2016年8月24日 | ANZX 12361/5 | ANZB 12361/5 |

## ゲーム

### コンシューマーゲーム
マギ はじまりの迷宮
ニンテンドー3DS用ソフトとして、2013年2月21日にバンダイナムコゲームスから発売。ジャンルはアクションRPG。
マギ 新たなる世界
ニンテンドー3DS用ソフトとして、2014年2月13日にバンダイナムコゲームスから発売。ジャンルはアクションRPG。

### モバイルゲーム
マギ 運命の迷宮
Mobage（DeNA）において、2012年11月21日よりネクソンからフィーチャーフォン・スマートフォン向けに配信され、2015年1月30日にサービス終了した。ジャンルはソーシャルゲームのカードバトルゲーム。
マギ Dungeon & Magic
2014年2月20日よりネクソンからスマートフォン向けに配信され、2015年9月17日に終了した。ジャンルはRPG。

## 舞台

### 公演リスト

#### ミュージカル「マギ」 －迷宮組曲－
「マギ －迷宮組曲－」のタイトルで、2022年6月3日から12日に天王洲 銀河劇場、6月18日・19日に森ノ宮ピロティホールにて公演された。
スタッフ
- 脚本・作詞 - 浅井さやか
- 演出 - 吉谷晃太朗
- 音楽 - かみむら周平
- 振付 - MAMORU
- 主催 - ミュージカル「マギ」製作委員会

キャスト
- アラジン - 宮島優心
- アリババ - 猪野広樹
- モルジアナ - 岡田奈々
- プーデル - 長友光弘
- ババ様 - 杉本美保
- ゴルタス - 小野塚渉悟
- 練白瑛 - 田中志奈
- ジュダル - 手島章斗
- カシム - 廣瀬大介
- ジャミル - 川久保拓司
- ウーゴくん - 森川智之（声の出演）

#### ミュージカル「マギ」-バルバッド狂騒曲-
「マギ -バルバッド狂騒曲-」のタイトルで、2023年6月9日から18日に品川プリンスホテル ステラボール、6月24日・25日に森ノ宮ピロティホールにて公演された。
スタッフ
- 脚本・作詞 - 浅井さやか
- 演出 - 吉谷晃太朗
- 音楽 - かみむら周平
- 振付 - MAMORU
- 主催 - ミュージカル「マギ」2製作委員会

キャスト
- アラジン - 宮島優心
- アリババ - 猪野広樹
- カシム - 廣瀬大介
- ジュダル - 手島章斗
- マスルール - 吉原雅斗
- 練紅玉 - 田中真由
- アブマド・サルージャ - 町田慎之介
- サブマド・サルージャ - 村井成仁
- モルジアナ - 岡田奈々
- シンドバッド - 廣瀬友祐
- ウーゴくん - 森川智之（声の出演）